# Села Рівненської області
До складу Рівненської області входить 997 населених пунктів сільського типу — всі входять до категорії сіл. Найбільшими селами, за кількістю населення, відповідно до перепису 2001 року, є Зоря і Здовбиця, в кожному з котрих проживає понад 5 тис. мешканців, та Рокитне і Оженин, де мешкають понад 4,5 тис. селян.

## Перелік сіл
| Село                | Район           | Громада                           | Код КОАТУУ | Населення, осіб | Площа, км² | Поштовий індекс |
| ------------------- | --------------- | --------------------------------- | ---------- | --------------- | ---------- | --------------- |
| Адамівка            | Рівненський     | Соснівська селищна громада        | 5620455701 | 246             | 0,33       | 34638           |
| Адамівка            | Дубенський      | Радивилівська міська громада      | 5625886902 | 55              | 0,114      | 35529           |
| Андрусіїв           | Рівненський     | Гощанська селищна громада         | 5621284402 | 351             | 0,898      | 35421           |
| Антонівка           | Рівненський     | Березнівська міська громада       | 5620485702 | 340             | 0,74       | 34616           |
| Антонівка           | Вараський       | Антонівська сільська громада      | 5620880301 | 1394            | 15,675     | 34380           |
| Антопіль            | Рівненський     | Білокриницька сільська громада    | 5624680703 | 514             | 0,72       | 35371           |
| Аршичин             | Дубенський      | Бокіймівська сільська громада     | 5623889402 | 210             | 8,21       | 35181           |
| Бабин               | Рівненський     | Бабинська сільська громада        | 5621280401 | 2394            |            | 35431           |
| Бабка               | Вараський       | Вараська міська громада           | 5620889302 | 288             | 16,847     | 34343           |
| Баболоки            | Дубенський      | Бокіймівська сільська громада     | 5623881802 | 164             | 3,57       | 35116           |
| Бадівка             | Рівненський     | Острозька міська громада          | 5624281202 | 383             | 1,33       | 35853           |
| Базальтове          | Рівненський     | Головинська сільська громада      | 5623480802 | 494             | 0,18       | 35042           |
| Бакорин             | Дубенський      | Острожецька сільська громада      | 5623886102 | 103             | 7,204      | 35197           |
| Балаховичі          | Вараський       | Полицька сільська громада         | 5620880601 | 624             | 16,048     | 34373           |
| Балашівка           | Рівненський     | Березнівська міська громада       | 5620480401 | 2169            | 3,7        | 34640           |
| Балки               | Дубенський      | Радивилівська міська громада      | 5625881602 | 856             | 0,154      | 35573           |
| Баранне             | Дубенський      | Крупецька сільська громада        | 5625884802 | 384             | 0,584      | 35535           |
| Бармаки             | Рівненський     | Шпанівська сільська громада       | 5624681503 | 751             | 0,67       | 35372           |
| Батьків             | Дубенський      | Радивилівська міська громада      | 5625886002 | 589             | 1,115      | 35509           |
| Батьківці           | Рівненський     | Острозька міська громада          | 5624283602 | 23              | 1,368      | 35817           |
| Башарівка           | Дубенський      | Радивилівська міська громада      | 5625880401 | 557             | 0,936      | 35550           |
| Башине              | Рівненський     | Бугринська сільська громада       | 5621281202 | 131             | 0,637      | 35446           |
| Безодня             | Дубенський      | Радивилівська міська громада      | 5625887802 | 118             | 0,273      | 35559           |
| Берег               | Дубенський      | Смизька селищна громада           | 5621680401 | 669             | 1,795      | 35683           |
| Береги              | Дубенський      | Млинівська селищна громада        | 5623880301 | 836             | 12,457     | 35109           |
| Бережки             | Сарненський     | Дубровицька міська громада        | 5621880401 | 1614            | 1,16       | 34160           |
| Бережниця           | Сарненський     | Дубровицька міська громада        | 5621880601 | 600             | 1,5        | 34164           |
| Березина            | Вараський       | Вараська міська громада           | 5620881202 | 197             | 17,072     | 34329           |
| Березини            | Дубенський      | Козинська сільська громада        | 5625880801 | 297             | 10,573     | 35521           |
| Березівка           | Рівненський     | Великомежиріцька сільська громада | 5623083003 | 264             | 1,218      | 34719           |
| Березове            | Сарненський     | Березівська сільська громада      | 5625080801 | 2543            | 76,34      | 34212           |
| Берестечко          | Дубенський      | Боремельська сільська громада     | 5621484003 | 394             | 7,623      | 35231           |
| Берестівка          | Вараський       | Володимирецька селищна громада    | 5620881301 | 1006            | 15,71      | 34361           |
| Берестовець         | Рівненський     | Головинська сільська громада      | 5623480803 | 810             | 1,48       | 35043           |
| Берестя             | Сарненський     | Дубровицька міська громада        | 5621880901 | 2807            | 2,03       | 34109           |
| Бистричі            | Рівненський     | Березнівська міська громада       | 5620481801 | 2754            | 3,93       | 34644           |
| Бичаль              | Рівненський     | Деражненська сільська громада     | 5623481602 | 761             | 1,85       | 35054           |
| Бишляк              | Вараський       | Володимирецька селищна громада    | 5620881802 | 701             | 11,98      | 34342           |
| Біла Криниця        | Рівненський     | Білокриницька сільська громада    | 5624680701 | 2906            | 7,006      | 35342           |
| Білаші              | Сарненський     | Дубровицька міська громада        | 5621880603 | 25              | 0,08       | 34129           |
| Білашів             | Рівненський     | Мізоцька селищна громада          | 5622680401 | 1374            | 14,539     | 35741           |
| Білашів             | Рівненський     | Острозька міська громада          | 5624280401 | 454             | 1,38       | 35842           |
| Біле                | Вараський       | Володимирецька селищна громада    | 5620880901 | 775             | 21,167     | 34310           |
| Біле                | Сарненський     | Миляцька сільська громада         | 5621885002 | 279             | 0,4        | 34135           |
| Білів               | Рівненський     | Зорянська сільська громада        | 5624684902 | 411             | 0,57       | 35389           |
| Білівські Хутори    | Рівненський     | Городоцька сільська громада       | 5624681103 | 133             | 0,44       | 35309           |
| Білка               | Рівненський     | Березнівська міська громада       | 5620481601 | 1058            | 1,07       | 34633           |
| Білоберіжжя         | Дубенський      | Мирогощанська сільська громада    | 5621682602 | 272             | 0,38       | 35631           |
| Біловіж             | Сарненський     | Рокитнівська селищна громада      | 5625080401 | 1021            | 85,63      | 34222           |
| Білогорівка         | Дубенський      | Козинська сільська громада        | 5625883402 | 200             | 2,248      | 35517           |
| Білогородка         | Дубенський      | Вербська сільська громада         | 5621681202 | 499             | 0,233      | 35671           |
| Більськ             | Сарненський     | Рокитнівська селищна громада      | 5625081302 | 749             | 58,967     | 34231           |
| Більська Воля       | Вараський       | Вараська міська громада           | 5620881201 | 1741            | 81,188     | 34350           |
| Більчаки            | Рівненський     | Соснівська селищна громада        | 5620486602 | 354             | 1,35       | 34619           |
| Більче              | Дубенський      | Боремельська сільська громада     | 5621484006 | 218             | 4,338      | 35232           |
| Білятичі            | Сарненський     | Сарненська міська громада         | 5625484402 | 469             | 7,78       | 34518           |
| Бір                 | Зарічненський   | Серницька сільська рада           | 5622286602 | 95              | 6,668      | 34048           |
| Бірки               | Дубенський      | Плосківська сільська рада         | 5621685203 | 112             | 0,226      | 35692           |
| Блажове             | Сарненський     | Рокитнівська селищна громада      | 5625081301 | 1380            | 87,469     | 34230           |
| Богданівка          | Корецький       | Бриківська сільська рада          | 5623080402 | 610             | 1,525      | 34744           |
| Богдашів            | Здолбунівський  | Богдашівська сільська рада        | 5622680601 | 1161            | 6,011      | 35707           |
| Богуші              | Березнівський   | Тишицька сільська рада            | 5620488602 | 1568            | 1,12       | 34621           |
| Богушівка           | Млинівський     | Млинівська селищна громада        | 5623887303 | 37              | 4,29       | 35176           |
| Бокійма             | Млинівський     | Бокіймівська сільська громада     | 5623880501 | 1488            | 21,696     | 35162           |
| Бокшин              | Корецький       | Світанівська сільська рада        | 5623086902 | 99              | 0,554      | 34728           |
| Болотківці          | Рівненський     | Острозька міська громада          | 5624283603 | 536             | 1,164      | 35861           |
| Бондарі             | Дубенський      | Соснівська сільська рада          | 5621688203 | 171             | 0,896      | 35668           |
| Боратин             | Дубенський      | Крупецька сільська громада        | 5625881201 | 464             | 1,349      | 35522           |
| Борбин              | Млинівський     | Острожецька сільська громада      | 5623889202 | 974             | 15,71      | 35182           |
| Боремель            | Демидівський    | Боремельська сільська громада     | 5623889802 | 352             | 13,81      | 35193           |
| Боремець            | Дубенський      | Ярославицька сільська громада     | 5623886909 | 297             | 18,4       | 35141           |
| Борове              | Зарічненський   | Борівська сільська рада           | 5622280401 | 2419            | 94,74      | 34061           |
| Борове              | Сарненський     | Рокитнівська селищна громада      | 5625081701 | 1822            | 90,348     | 34263           |
| Бортниця            | Дубенський      | Іваннівська сільська рада         | 5621682002 | 365             | 0,365      | 35621           |
| Борщівка            | Костопільський  | Малолюбашанська сільська громада  | 5623483902 | 791             | 2,11       | 35061           |
| Борщівка Друга      | Здолбунівський  | Бущанська сільська рада           | 5622681203 | 85              | 10,585     | 35718           |
| Борщівка Перша      | Здолбунівський  | Бущанська сільська рада           | 5622681202 | 143             | 8,269      | 35719           |
| Боцянівка           | Дубенський      | Мирогощанська сільська громада    | 5621682603 | 45              | 0,121      | 35687           |
| Бочаниця            | Гощанський      | Бочаницька сільська рада          | 5621280801 | 1133            | 2,826      | 35409           |
| Боянівка            | Рівненський     | Олександрійська сільська громада  | 5624684703 | 111             | 0,018      | 35354           |
| Бранів              | Корецький       | Світанівська сільська рада        | 5623086903 | 140             | 0,992      | 34729           |
| Бригадирівка        | Дубенський      | Козинська сільська громада        | 5625883403 | 398             | 0,905      | 35531           |
| Бриків              | Корецький       | Бриківська сільська рада          | 5623080401 | 466             | 1,418      | 34743           |
| Брищі               | Млинівський     | Млинівська селищна громада        | 5623884902 | 338             | 6,78       | 35128           |
| Бродець             | Сарненський     | Туменська сільська рада           | 5621888702 | 207             | 0,36       | 34126           |
| Бродів              | Рівненський     | Острозька міська громада          | 5624286402 | 396             | 0,817      | 35831           |
| Бродівське          | Рівненський     | Острозька міська громада          | 5624288802 | 788             | 1,677      | 35862           |
| Бродниця            | Зарічненський   | Вичівська сільська рада           | 5622280702 | 811             | 6,466      | 34051           |
| Бронне              | Березнівський   | Бронська сільська рада            | 5620481401 | 914             | 1,38       | 34611           |
| Бронники            | Рівненський     | Городоцька сільська громада       | 5624681101 | 882             | 1,53       | 35330           |
| Брюшків             | Костопільський  | Пісківська сільська громада       | 5623486002 | 22              | 0,25       | 35034           |
| Бубнівка            | Рівненський     | Острозька міська громада          | 5624288002 | 135             | 0,433      | 35838           |
| Бугаївка            | Дубенський      | Радивилівська міська громада      | 5625881601 | 1249            | 1,879      | 35561           |
| Бугрин              | Гощанський      | Бугринська сільська громада       | 5621281201 | 1575            |            | 35442           |
| Буда                | Сарненський     | Рокитнівська селищна громада      | 5625085002 | 545             | 25,37      | 34271           |
| Будераж             | Дубенський      | Повчанська сільська громада       | 5621685403 | 255             | 0,697      | 35654           |
| Будераж             | Здолбунівський  | Будеразька сільська рада          | 5622680801 | 668             | 37,3       | 35752           |
| Буди                | Дубенський      | Повчанська сільська громада       | 5623886903 | 46              | 0,502      | 35139           |
| Будимля             | Сарненський     | Миляцька сільська громада         | 5621886402 | 741             | 0,79       | 34131           |
| Будки-Кам'янські    | Сарненський     | Березівська сільська громада      | 5625083202 | 183             | 48,654     | 34218           |
| Будки-Сновидовицькі | Сарненський     | Рокитнівська селищна громада      | 5625086202 | 275             | 19,98      | 34251           |
| Бутейки             | Сарненський     | Сарненська міська громада         | 5625480502 | 715             | 29,452     | 34571           |
| Бутове              | Зарічненський   | Вичівська сільська рада           | 5622280703 | 508             | 5,93       | 34071           |
| Бухарів             | Рівненський     | Острозька міська громада          | 5624280801 | 120             | 0,722      | 35811           |
| Буща                | Дубенський      | Смизька селищна громада           | 5621689503 | 286             | 0,675      | 35666           |
| Буща                | Здолбунівський  | Бущанська сільська рада           | 5622681201 | 982             | 14,231     | 35753           |
| Варковичі           | Дубенський      | Варковицька сільська рада         | 5621680801 | 1761            | 4,538      | 35612           |
| Ведмедівка          | Березнівський   | Грушівська сільська рада          | 5620484002 | 30              | 0,13       | 34629           |
| Вежиця              | Сарненський     | Старосільська сільська громада    | 5625082201 | 1105            | 1,235      | 34213           |
| Велика Городниця    | Дубенський      | Ярославицька сільська громада     | 5623889803 | 697             | 18,52      | 35183           |
| Велика Клецька      | Корецький       | Великоклецьківська сільська рада  | 5623080801 | 600             | 2,366      | 34711           |
| Велика Купля        | Березнівський   | Великопільська сільська рада      | 5620482202 | 164             | 0,42       | 34627           |
| Велика Любаша       | Костопільський  | Підлужненська сільська рада       | 5623486902 | 985             | 0,87       | 35024           |
| Велика Омеляна      | Рівненський     | Великоомелянська сільська громада | 5624682001 | 1637            | 2,73       | 35360           |
| Велике              | Млинівський     | Підлозцівська сільська громада    | 5623886702 | 40              | 7,52       | 35165           |
| Велике Вербче       | Сарненський     | Сарненська міська громада         | 5625480501 | 2709            | 44,76      | 34531           |
| Велике Поле         | Березнівський   | Великопільська сільська рада      | 5620482201 | 414             | 0,6        | 34631           |
| Великий Житин       | Рівненський     | Шпанівська сільська громада       | 5624681501 | 1232            | 1,84       | 35340           |
| Великий Жолудськ    | Володимирецький | Великожолудська сільська рада     | 5620881501 | 1200            | 25,974     | 34364           |
| Великий Мидськ      | Костопільський  | Великомидська сільська рада       | 5623480401 | 912             | 5,92       | 35012           |
| Великий Олексин     | Рівненський     | Шпанівська сільська громада       | 5624689502 | 2798            | 0,6        | 35302           |
| Великий Стидин      | Костопільський  | Великостидинська сільська рада    | 5623480601 | 663             | 2,91       | 35015           |
| Великий Черемель    | Сарненський     | Великоозерянська сільська рада    | 5621881303 | 136             | 0,58       | 34137           |
| Великий Шпаків      | Рівненський     | Дядьковицька сільська громада     | 5624686702 | 215             | 0,43       | 35396           |
| Велихів             | Володимирецький | Городецька сільська рада          | 5620883002 | 995             | 9          | 34366           |
| Великі Загірці      | Дубенський      | Тараканівська сільська громада    | 5621689103 | 197             | 0,982      | 35685           |
| Великі Межирічі     | Корецький       | Великомежиріцька сільська рада    | 5623081001 | 2192            | 5,441      | 34725           |
| Великі Озера        | Сарненський     | Великоозерянська сільська рада    | 5621881301 | 808             | 1,93       | 34146           |
| Великі Селища       | Березнівський   | Соснівська селищна рада           | 5620455702 | 1289            | 1,35       | 34653           |
| Великі Сади         | Дубенський      | Малосадівська сільська рада       | 5621683503 | 221             | 1,234      | 35697           |
| Великі Телковичі    | Володимирецький | Великотелковицька сільська рада   | 5620881801 | 1167            | 45,365     | 34312           |
| Великі Цепцевичі    | Володимирецький | Великоцепцевицька сільська рада   | 5620882201 | 2837            | 63,528     | 34341           |
| Вельбівно           | Рівненський     | Острозька міська громада          | 5624281201 | 1771            | 6,332      | 35809           |
| Велюнь              | Сарненський     | Велюнська сільська рада           | 5621880601 | 635             | 0,84       | 34134           |
| Верба               | Дубенський      | Вербська сільська рада            | 5621681201 | 2863            | 4,73       | 35670           |
| Вербень             | Демидівський    | Демидівська селищна громада       | 5621481003 | 992             | 48,413     | 35225           |
| Вербівка            | Сарненський     | Висоцька сільська громада         | 5621882003 | 456             | 0,77       | 34112           |
| Вересневе           | Рівненський     | Великоомелянська сільська громада | 5624682003 | 440             | 0,23       | 35397           |
| Веретено            | Володимирецький | Полицька сільська рада            | 5620888002 | 474             | 9,211      | 34367           |
| Верхів              | Рівненський     | Острозька міська громада          | 5624281601 | 537             | 2,38       | 35825           |
| Верхівськ           | Рівненський     | Дядьковицька сільська громада     | 5624682701 | 231             | 0,56       | 35336           |
| Веселе              | Дубенський      | Крупецька сільська громада        | 5625889002 | 3               | 0,038      | 35568           |
| Весняне             | Корецький       | Веснянська сільська рада          | 5623081401 | 894             | 2,909      | 34713           |
| Вигін               | Костопільський  | Злазненська сільська рада         | 5623483003 | 396             | 0,95       | 35047           |
| Вири                | Сарненський     | Вирівська сільська громада        | 5625480901 | 2063            | 1,638      | 34551           |
| Вирка               | Сарненський     | Сарненська міська громада         | 5625480503 | 440             | 19,97      | 34571           |
| Висове              | Сарненський     | Сарненська міська громада         | 5625487602 | 432             | 0,48       | 34538           |
| Висоцьк             | Сарненський     | Висоцька сільська громада         | 5621882001 | 1999            | 1,85       | 34111           |
| Витків              | Гощанський      | Красносільська сільська рада      | 5621283202 | 349             | 1,183      | 35461           |
| Вичавки             | Демидівський    | Демидівська селищна громада       | 5621485503 | 186             | 7,624      | 35236           |
| Вичівка             | Зарічненський   | Вичівська сільська рада           | 5622280701 | 1448            | 1,397      | 34050           |
| Вишеньки            | Рівненський     | Острозька міська громада          | 5624288003 | 189             | 0,568      | 35839           |
| Вишневе             | Демидівський    | Демидівська селищна громада       | 5621483503 | 297             | 8,321      | 35228           |
| Війниця             | Млинівський     | Бокіймівська сільська громада     | 5623881801 | 760             | 18,03      | 35137           |
| Вілія               | Рівненський     | Острозька міська громада          | 5624282001 | 662             | 1,989      | 35852           |
| Вілля               | Березнівський   | Соснівська селищна рада           | 5620455703 | 65              | 0,46       | 34624           |
| Вільгір             | Гощанський      | Бугринська сільська громада       | 5621281203 | 491             | 2,018      | 35444           |
| Вільне              | Сарненський     | Трипутнянська сільська рада       | 5621888202 | 50              | 0,22       | 34149           |
| Вільхівка           | Березнівський   | Грушівська сільська рада          | 5620484003 | 451             | 0,8        | 34636           |
| Вітковичі           | Березнівський   | Вітковицька сільська рада         | 5620482701 | 2078            | 1,67       | 34622           |
| Владиславівка       | Млинівський     | Млинівська селищна громада        | 5623881301 | 540             | 12,668     | 35152           |
| Вовковиї            | Демидівський    | Вовковиївська сільська рада       | 5621482003 | 1194            | 3,398      | 35224           |
| Вовкошів            | Гощанський      | Липківська сільська рада          | 5621284403 | 411             | 1,887      | 35412           |
| Вовничі             | Млинівський     | Бокіймівська сільська громада     | 5623881601 | 633             | 20,85      | 35135           |
| Вовчиці             | Зарічненський   | Дібрівська сільська рада          | 5622281002 | 666             | 0,6        | 34042           |
| Волиця              | Костопільський  | Яполотська сільська рада          | 5623487802 | 351             | 2,01       | 35039           |
| Волосківці          | Рівненський     | Острозька міська громада          | 5624285302 | 418             | 1,634      | 35827           |
| Волоша              | Сарненський     | Степанська селищна громада        | 5625483902 | 220             | 0,701      | 34516           |
| Волошки             | Рівненський     | Олександрійська сільська громада  | 5624680403 | 215             | 0,432      | 35386           |
| Воронів             | Гощанський      | Малинівська сільська рада         | 5621285102 | 190             | 1,137      | 35418           |
| Воронки             | Володимирецький | Воронківська сільська рада        | 5620882601 | 1557            | 5,74       | 34330           |
| Воскодави           | Гощанський      | Воскодавська сільська рада        | 5621281501 | 651             |            | 35423           |
| В'юнівщина          | Здолбунівський  | Миротинська сільська рада         | 5622683802 | 64              | 2,229      | 35733           |
| Гаї-Лев'ятинські    | Дубенський      | Радивилівська міська громада      | 5625886003 | 306             | 6,972      | 35574           |
| Гай                 | Дубенський      | Козинська сільська громада        | 5625887302 | 75              | 0,19       | 35556           |
| Гай                 | Рівненський     | Острозька міська громада          | 5624288004 | 88              | 0,355      | 35856           |
| Гайки               | Дубенський      | Крупецька сільська громада        | 5625884803 | 22              | 0,615      | 35536           |
| Гайки-Ситенські     | Дубенський      | Крупецька сільська громада        | 5625888202 | 490             | 1,175      | 35560           |
| Ганнівка            | Корецький       | Річецька сільська рада            | 5623086302 | 321             | 1,116      | 34717           |
| Ганнівка            | Костопільський  | Деражненська сільська громада     | 5623487402 | 113             | 0,43       | 35037           |
| Гвіздів             | Корецький       | Гвіздівська сільська рада         | 5623081600 | 1228            | 16,935     | 34706           |
| Гільча Друга        | Здолбунівський  | Урвенська сільська рада           | 5622687602 | 548             | 8,2        | 35762           |
| Гільча Перша        | Здолбунівський  | Миротинська сільська рада         | 5622683803 | 481             | 8,1        | 35761           |
| Гірники             | Дубенський      | Гірницька сільська рада           | 5621681601 | 258             | 0,587      | 35652           |
| Глажева             | Костопільський  | Малолюбашанська сільська громада  | 5623485003 | 242             | 1,86       | 35045           |
| Глибока Долина      | Демидівський    | Демидівська селищна громада       | 5621482503 | 271             | 1,8192     | 35223           |
| Глибочок            | Березнівський   | Соснівська селищна рада           | 5620455704 | 249             | 0,61       | 34639           |
| Глибочок            | Гощанський      | Жаврівська сільська рада          | 5621282702 | 213             | 0,781      | 35457           |
| Глинки              | Рівненський     | Білокриницька сільська громада    | 5624680705 | 352             | 0,7        | 35308           |
| Глинне              | Сарненський     | Березівська сільська громада      | 5625082601 | 2268            | 73,367     | 34221           |
| Глинськ             | Здолбунівський  | Глинська сільська рада            | 5622681601 | 1638            | 25,1       | 35710           |
| Глушицьке           | Сарненський     | Сарненська міська громада         | 5625484803 | 42              | 0,05       | 34559           |
| Глушиця             | Сарненський     | Сарненська міська громада         | 5625484802 | 1229            | 1,223      | 34572           |
| Гнатівка            | Дубенський      | Повчанська сільська громада       | 5623886905 | 185             | 1,614      | 35140           |
| Гнильче             | Дубенський      | Крупецька сільська громада        | 5625884804 | 57              | 0,101      | 35537           |
| Голичівка           | Корецький       | Морозівська сільська рада         | 5623085202 | 661             | 1,523      | 34751           |
| Голишів             | Рівненський     | Зорянська сільська громада        | 5624684903 | 1086            | 1,2        | 35315           |
| Головин             | Костопільський  | Головинська сільська рада         | 5623480801 | 1004            | 2,19       | 35041           |
| Головниця           | Корецький       | Головницька сільська рада         | 5623081801 | 1218            | 2,965      | 34742           |
| Головчиці           | Млинівський     | Бокіймівська сільська громада     | 5623889403 | 116             | 7,252      | 35190           |
| Голуби              | Дубенський      | Смизька селищна громада           | 5621689505 | 70              | 0,303      | 35693           |
| Голубне             | Березнівський   | Голубненська сільська рада        | 5620483201 | 685             | 1,09       | 34632           |
| Голубне             | Зарічненський   | Новорічицька сільська рада        | 5622284402 | 127             | 15,835     | 34017           |
| Гоноратка           | Дубенський      | Крупецька сільська громада        | 5625881202 | 285             | 0,105      | 35569           |
| Гончариха           | Млинівський     | Млинівська селищна громада        | 5623881302 | 19              | 4,39       | 35142           |
| Горбаків            | Гощанський      | Горбаківська сільська рада        | 5621282001 | 1556            | 2,898      | 35433           |
| Горбів              | Гощанський      | Дроздівська сільська рада         | 5621282103 | 284             | 1,164      | 35456           |
| Гориничі            | Зарічненський   | Омитська сільська рада            | 5622284802 | 66              | 8,575      | 34018           |
| Гориньград Другий   | Рівненський     | Білокриницька сільська громада    | 5624689803 | 298             | 0,71       | 35343           |
| Гориньград Перший   | Рівненський     | Білокриницька сільська громада    | 5624689805 | 477             | 1,1        | 35326           |
| Городець            | Володимирецький | Городецька сільська рада          | 5620883001 | 2020            | 52,21      | 34381           |
| Городище            | Березнівський   | Городищенська сільська рада       | 5620483601 | 3935            | 3,4        | 34607           |
| Городище            | Сарненський     | Туменська сільська рада           | 5621888703 | 580             | 0,64       | 34185           |
| Городище            | Корецький       | Самострілівська сільська рада     | 5623086502 | 397             | 1,771      | 34727           |
| Городище            | Рівненський     | Білокриницька сільська громада    | 5624683001 | 2380            | 1,54       | 35341           |
| Городок             | Володимирецький | Озерцівська сільська рада         | 5620887402 | 176             | 51,03      | 34324           |
| Городок             | Рівненський     | Городоцька сільська громада       | 5624683301 | 2719            | 1,72       | 35331           |
| Грабів              | Рівненський     | Зорянська сільська громада        | 5624684904 | 1314            | 0,98       | 35316           |
| Грабунь             | Сарненський     | Березівська сільська громада      | 5625080802 | 308             | 27,89      | 34215           |
| Грані               | Сарненський     | Трипутнянська сільська рада       | 5621888203 | 80              | 0,4        | 34125           |
| Гранітне            | Сарненський     | Вирівська сільська громада        | 5625480910 | 535             | 0,121      | 34573           |
| Гранівка            | Дубенський      | Козинська сільська громада        | 5625883902 | 496             | 6,712      | 35562           |
| Грем'яче            | Рівненський     | Острозька міська громада          | 5624282801 | 777             | 2,577      | 35841           |
| Грицьки             | Сарненський     | Нивецька сільська рада            | 5621885602 | 188             | 0,5        | 34119           |
| Грозів              | Рівненський     | Острозька міська громада          | 5624282802 | 843             | 2,545      | 35863           |
| Грушвиця Друга      | Рівненський     | Великоомелянська сільська громада | 5624683701 | 234             | 0,97       | 35364           |
| Грушвиця Перша      | Рівненський     | Великоомелянська сільська громада | 5624683702 | 940             | 2,54       | 35347           |
| Грушівка            | Березнівський   | Грушівська сільська рада          | 5620484001 | 1275            | 0,97       | 34651           |
| Грушівка            | Сарненський     | Степанська селищна громада        | 5625455701 | 261             | 0,869      | 34529           |
| Грушівська Гута     | Березнівський   | Грушівська сільська рада          | 5620484004 | 65              | 0,15       | 34617           |
| Грядки              | Дубенський      | Семидубська сільська рада         | 5621687403 | 406             | 0,174      | 35664           |
| Губків              | Березнівський   | Губківська сільська рада          | 5620484401 | 788             | 1,18       | 34654           |
| Гуменники           | Рівненський     | Дядьковицька сільська громада     | 5624686703 | 70              | 0,35       | 35380           |
| Гусари              | Дубенський      | Козинська сільська громада        | 5625887303 | 50              | 0,127      | 35557           |
| Гута                | Костопільський  | Гутянська сільська рада           | 5623481201 | 744             | 42,59      | 35010           |
| Гута-Перейма        | Сарненський     | Немовицька сільська громада       | 5625485402 | 140             | 0,185      | 34558           |
| Данилівка           | Рівненський     | Острозька міська громада          | 5624283604 | 62              | 0,175      | 35818           |
| Даничів             | Корецький       | Даничівська сільська рада         | 5623082000 | 807             | 2,983      | 34741           |
| Данчиміст           | Костопільський  | Малолюбашанська сільська громада  | 5623485402 | 537             | 0,95       | 35062           |
| Двірець             | Сарненський     | Степанська селищна громада        | 5625455702 | 133             | 0,22       | 34534           |
| Дворовичі           | Рівненський     | Дядьковицька сільська громада     | 5624686704 | 221             | 0,67       | 35355           |
| Деражне             | Костопільський  | Деражненська сільська громада     | 5623481601 | 2105            | 4,873      | 35053           |
| Дерев'яне           | Рівненський     | Зорянська сільська громада        | 5624684905 | 757             | 1,3        | 35373           |
| Дерев'янче          | Рівненський     | Острозька міська громада          | 5624280405 | 258             | 0,569      | 35845           |
| Дерманка            | Корецький       | Устянська сільська рада           | 5623087902 | 216             | 1,268      | 34737           |
| Дермань Друга       | Здолбунівський  | Дерманська Друга сільська рада    | 5622681801 | 1107            | 24,887     | 35751           |
| Дермань Перша       | Здолбунівський  | Дерманська Перша сільська рада    | 5622681901 | 940             | 21,51      | 35750           |
| Дерть               | Сарненський     | Рокитнівська селищна громада      | 5625084402 | 729             | 25,12      | 34261           |
| Дивень              | Корецький       | Великомежиріцька сільська рада    | 5623081003 | 491             | 1,061      | 34726           |
| Диків               | Рівненський     | Зорянська сільська громада        | 5624684906 | 223             | 0,57       | 35390           |
| Дитиничі            | Дубенський      | Плосківська сільська рада         | 5621685205 | 489             | 0,881      | 35617           |
| Дібрівка            | Рівненський     | Великоомелянська сільська громада | 5624683703 | 117             | 0,583      | 35348           |
| Дібрівськ           | Зарічненський   | Дібрівська сільська рада          | 5622281001 | 1680            | 123,466    | 34041           |
| Діброва             | Володимирецький | Сопачівська сільська рада         | 5620889102 | 281             | 16,658     | 34326           |
| Дідівка             | Зарічненський   | Локницька сільська громада        | 5622284002 | 139             | 25,54      | 34014           |
| Дмитрівка           | Гощанський      | Бабинська сільська громада        | 5621286302 | 400             | 2,294      | 35462           |
| Добривода           | Дубенський      | Козинська сільська громада        | 5625882101 | 297             | 1,193      | 35520           |
| Добрятин            | Млинівський     | Млинівська селищна громада        | 5623882301 | 514             | 12         | 35136           |
| Довгалівка          | Дубенський      | Крупецька сільська громада        | 5625881203 | 395             | 1,363      | 35507           |
| Довге               | Сарненський     | Сарненська міська громада         | 5625487603 | 997             | 0,696      | 34523           |
| Довге Поле          | Дубенський      | Семидубська сільська рада         | 5621687405 | 415             | 0,71       | 35618           |
| Довговоля           | Володимирецький | Довговільська сільська рада       | 5620883401 | 1871            | 32,547     | 34360           |
| Довгошиї            | Млинівський     | Млинівська селищна громада        | 5623882601 | 1107            | 20,89      | 35121           |
| Долина              | Дубенський      | Млинівська селищна громада        | 5623885002 | 23              | 3,75       | 35146           |
| Дорогобуж           | Гощанський      | Горбаківська сільська рада        | 5621282002 | 663             |            | 35434           |
| Дроздинь            | Сарненський     | Старосільська сільська громада    | 5625086802 | 1695            | 53,89      | 34211           |
| Дроздів             | Гощанський      | Дроздівська сільська рада         | 5621282101 | 386             |            | 35416           |
| Дружба              | Дубенський      | Радивилівська міська громада      | 5625882501 | 1036            | 1,822      | 35554           |
| Дружне              | Гощанський      | Липківська сільська рада          | 5621284407 | 258             | 0,651      | 35464           |
| Друхів              | Березнівський   | Друхівська сільська рада          | 5620484801 | 1460            | 1,97       | 34643           |
| Дуби                | Рівненський     | Білокриницька сільська громада    | 5624689807 | 591             | 1,66       | 35393           |
| Дубини              | Дубенський      | Козинська сільська громада        | 5625883903 | 385             | 4,89       | 35518           |
| Дубини              | Рівненський     | Острозька міська громада          | 5624288005 | 52              | 0,199      | 35844           |
| Дубівка             | Володимирецький | Каноницька сільська рада          | 5620884902 | 796             | 20,64      | 34335           |
| Дубки               | Сарненський     | Сарненська міська громада         | 5625484807 | 473             | 0,73       | 34525           |
| Дубляни             | Демидівський    | Демидівська селищна громада       | 5621455303 | 631             | 7,6        | 35219           |
| Дубно               | Сарненський     | Березівська сільська громада      | 5625082602 | 601             | 36,32      | 34272           |
| Дубняки             | Сарненський     | Вирівська сільська громада        | 5625488802 | 71              | 0,218      | 34539           |
| Дубовиця            | Дубенський      | Стовпецька сільська рада          | 5621688503 | 50              | 0,004      | 35677           |
| Дубрівка            | Дубенський      | Привільненська сільська громада   | 5621685603 | 448             | 0,644      | 35657           |
| Дубчиці             | Зарічненський   | Сенчицька сільська рада           | 5622286202 | 168             | 11,31      | 34075           |
| Дуліби              | Гощанський      | Дулібська сільська рада           | 5621282301 | 276             | 1,102      | 35463           |
| Дюксин              | Костопільський  | Деражненська сільська громада     | 5623482001 | 1325            | 4,65       | 35055           |
| Дядьковичі          | Дубенський      | Сатиївська сільська рада          | 5621687003 | 224             | 0,104      | 35659           |
| Дядьковичі          | Рівненський     | Дядьковицька сільська громада     | 5624684101 | 1298            | 3,53       | 35361           |
| Єльне               | Сарненський     | Рокитнівська селищна громада      | 5625087402 | 772             | 144,8      | 34273           |
| Жаврів              | Гощанський      | Жаврівська сільська рада          | 5621282701 | 522             | 2,039      | 35454           |
| Жадень              | Сарненський     | Миляцька сільська громада         | 5621882401 | 997             | 1,34       | 34132           |
| Жадківка            | Корецький       | Жадківська сільська рада          | 5623082201 | 833             | 1,59       | 34707           |
| Жалин               | Костопільський  | Яполотська сільська рада          | 5623487803 | 693             | 3,16       | 35022           |
| Жалянка             | Гощанський      | Садівська сільська рада           | 5621286702 | 74              | 0,902      | 35417           |
| Ждань               | Зарічненський   | Кухітсько-Вільська сільська рада  | 5622282002 | 189             | 13,316     | 34037           |
| Жильжа              | Костопільський  | Деражненська сільська громада     | 5623482002 | 176             | 0,8        | 35066           |
| Жобрин              | Рівненський     | Клеванська селищна громада        | 5624684501 | 893             | 1,38       | 35310, 35318    |
| Жовкині             | Володимирецький | Жовкинівська сільська рада        | 5620883801 | 905             | 48,811     | 34363           |
| Жорнів              | Дубенський      | Сатиївська сільська рада          | 5621687005 | 501             | 0,207      | 35611           |
| Жорнівка            | Корецький       | Невірківська сільська рада        | 0562382201 | 215             | 1,499      | 34716           |
| Журавлине           | Володимирецький | Мульчицька сільська рада          | 5620886902 | 484             | 15,636     | 34319           |
| Забара              | Корецький       | Головницька сільська рада         | 5623081802 | 230             | 0,601      | 34747           |
| Забірки             | Дубенський      | Стовпецька сільська рада          | 5621688505 | 9               | 0,002      | 35678           |
| Заболотинці         | Млинівський     | Острожецька сільська громада      | 5623885202 | 191             | 5,71       | 35198           |
| Заболоття           | Володимирецький | Вараська міська громада           | 5620884201 | 1126            | 22,332     | 34372           |
| Заболоття           | Млинівський     | Острожецька сільська громада      | 5623885203 | 51              | 4,69       | 35199           |
| Заболоття           | Сарненський     | Березівська сільська рада         | 5625080803 | 510             | 29,76      | 34216           |
| Забороль            | Рівненський     | Олександрійська сільська громада  | 5624684701 | 1330            | 2,52       | 35324           |
| Завалля             | Млинівський     | Підлозцівська сільська громада    | 5623889002 | 5               | 4,02       | 35166           |
| Завидів             | Рівненський     | Острозька міська громада          | 5624286703 | 94              | 0,81       | 35834           |
| Завизів             | Рівненський     | Острозька міська громада          | 5624280802 | 267             | 0,939      | 35848           |
| Загатинці           | Млинівський     | Підлозцівська сільська громада    | 5623886703 | 69              | 5,43       | 35167           |
| Загора              | Здолбунівський  | Глинська сільська рада            | 5622681602 | 94              | 3,248      | 35724           |
| Загороща            | Рівненський     | Корнинська сільська громада       | 5624685902 | 503             | 0,45       | 35305           |
| Загребля            | Сарненський     | Велюнська сільська рада           | 5621880703 | 149             | 0,23       | 34118           |
| Загребля            | Здолбунівський  | Урвенська сільська рада           | 5622687603 | 66              | 1,8        | 35745           |
| Задовже             | Зарічненський   | Локницька сільська громада        | 5622281603 | 247             | 19,27      | 34033           |
| Залав'я             | Млинівський     | Острожецька сільська громада      | 5623885802 | 608             | 1,192      | 35184           |
| Залав'я             | Сарненський     | Рокитнівська селищна громада      | 5625081303 | 685             | 54,75      | 34232           |
| Залібівка           | Здолбунівський  | Маломощаницька сільська рада      | 5622683402 | 115             | 6,224      | 35732           |
| Залізниця           | Корецький       | Залізницька сільська рада         | 5623082601 | 494             | 1,376      | 34724           |
| Залісся             | Здолбунівський  | Урвенська сільська рада           | 5622687604 | 274             | 5,5        | 35746           |
| Залужжя             | Дубенський      | Семидубська сільська рада         | 5621687407 | 209             | 0,47       | 35665           |
| Залужжя             | Сарненський     | Залузька сільська рада            | 5621882801 | 1730            | 1,74       | 34145           |
| Заміщина            | Дубенський      | Крупецька сільська громада        | 5625884805 | 348             | 0,54       | 35567           |
| Замлинок            | Здолбунівський  | Миротинська сільська рада         | 5622683804 | 27              | 2,9        | 35747           |
| Замостище           | Березнівський   | Великопільська сільська рада      | 5620482203 | 54              | 0,16       | 34628           |
| Замчисько           | Дубенський      | Птицька сільська рада             | 5621686003 | 63              | 0,027      | 35690           |
| Заозер'я            | Зарічненський   | Локницька сільська громада        | 5622281605 | 347             | 16,74      | 34027           |
| Зарів'я             | Сарненський     | Вирівська сільська громада        | 5625488803 | 257             | 0,423      | 34549           |
| Заріцьк             | Рівненський     | Дядьковицька сільська громада     | 5624686705 | 377             | 1,15       | 35381           |
| Зарічне             | Гощанський      | Бугринська сільська громада       | 5621281204 | 384             | 1,394      | 35447           |
| Зарічне             | Дубенський      | Козинська сільська громада        | 5625883404 | 828             | 1,478      | 35519           |
| Заруддя             | Дубенський      | Мирогощанська сільська громада    | 5621682604 | 468             | 0,518      | 35628           |
| Заслуччя            | Сарненський     | Колківська сільська рада          | 5621883403 | 850             | 1,02       | 34186           |
| Застав'я            | Корецький       | Великомежиріцька сільська рада    | 5623081005 | 565             | 0,761      | 34752           |
| Застав'я            | Рівненський     | Зорянська сільська громада        | 5624684907 | 251             | 0,35       | 35339           |
| Засув               | Дубенський      | Крупецька сільська громада        | 5625885202 | 148             | 0,382      | 35539           |
| Збитин              | Дубенський      | Гірницька сільська рада           | 5621681602 | 252             | 0,658      | 34810           |
| Зборів              | Млинівський     | Острожецька сільська громада      | 5623886803 | 27              | 4,74       | 35156           |
| Збуж                | Костопільський  | Яполотська сільська рада          | 5623487804 | 414             | 1,33       | 35068           |
| Звіздівка           | Костопільський  | Звіздівська сільська рада         | 5623482601 | 786             | 1,35       | 35051           |
| Здовбиця            | Дубенський      | Гірницька сільська рада           | 5621681603 | 314             | 0,58       | 34811           |
| Здовбиця            | Здолбунівський  | Здовбицька сільська рада          | 5622682001 | 5067            | 40,152     | 35709           |
| Зелена Діброва      | Зарічненський   | Дібрівська сільська рада          | 5622281007 | 166             | 1,5        | 34026           |
| Зелене              | Володимирецький | Красносільська сільська рада      | 5620885802 | 847             | 48,46      | 34316           |
| Зелене              | Дубенський      | Іваннівська сільська рада         | 5621682003 | 238             | 0,571      | 34814           |
| Зелений Гай         | Дубенський      | Варковицька сільська рада         | 5621680802 | 253             | 0,11       | 34806           |
| Зелений Дуб         | Здолбунівський  | Будеразька сільська рада          | 5622680802 | 117             | 11,1       | 35749           |
| Зелениця            | Володимирецький | Половлівська сільська рада        | 5620888302 | 245             | 6,08       | 34325           |
| Зелень              | Сарненський     | Сварицевицька сільська рада       | 5621886902 | 626             | 0,84       | 34187           |
| Зірне               | Березнівський   | Зірненська сільська рада          | 5620485301 | 2840            | 2,2        | 34609           |
| Злазне              | Костопільський  | Злазненська сільська рада         | 5623483001 | 1593            | 3,02       | 35040           |
| Злинець             | Дубенський      | Гірницька сільська рада           | 5621681604 | 291             | 0,582      | 34812           |
| Зносичі             | Сарненський     | Немовицька сільська громада       | 5625481101 | 2256            | 4,644      | 34545           |
| Зозів               | Рівненський     | Шпанівська сільська громада       | 5624689503 | 242             | 0,19       | 35328           |
| Золоте              | Сарненський     | Висоцька сільська громада         | 5621884303 | 616             | 0,51       | 34124           |
| Золотолин           | Костопільський  | Золотолинська сільська рада       | 5623483401 | 969             | 3,98       | 35016           |
| Золочівка           | Демидівський    | Боремельська сільська громада     | 5621482901 | 379             | 13,628     | 35211           |
| Зоря                | Рівненський     | Зорянська сільська громада        | 5624684901 | 5080            | 1,26       | 35314           |
| Зоряне              | Дубенський      | Ярославицька сільська громада     | 5623885505 | 147             | 4_83       | 35148           |
| Іваниничі           | Дубенський      | Семидубська сільська рада         | 5621687409 | 89              | 0,36       | 35669           |
| Іваничі             | Костопільський  | Головинська сільська рада         | 5623480804 | 574             | 0,86       | 35063           |
| Іваничі             | Рівненський     | Дядьковицька сільська громада     | 5624686706 | 232             | 0,77       | 35363           |
| Іванівка            | Березнівський   | Соснівська селищна рада           | 5620455705 | 143             | 0,3        | 34623           |
| Іванівка            | Корецький       | Іванівська сільська рада          | 5623083001 | 418             | 1,618      | 34734           |
| Іванівка            | Млинівський     | Млинівська селищна громада        | 5623881303 | 229             | 6,243      | 35143           |
| Іванівка            | Дубенський      | Козинська сільська громада        | 5625887304 | 457             | 0,963      | 35558           |
| Іванівка            | Сарненський     | Сарненська міська громада         | 5625482503 | 435             | 1,18       | 34547           |
| Іванківці           | Млинівський     | Млинівська селищна громада        | 5623886404 | 94              |            | 35157           |
| Іваннє              | Дубенський      | Іваннівська сільська рада         | 5621682001 | 987             | 1,761      | 35620           |
| Іванчиці            | Зарічненський   | Зарічненська селищна рада         | 5622255101 | 840             | 8,44       | 34009           |
| Іванчі              | Володимирецький | Полицька сільська рада            | 5620888003 | 977             | 23,529     | 34375           |
| Івачків             | Здолбунівський  | Миротинська сільська рада         | 5622683805 | 1000            | 16         | 35722           |
| Іващуки             | Дубенський      | Козинська сільська громада        | 5625883401 | 452             | 0,715      | 35530           |
| Іллін               | Гощанський      | Горбаківська сільська рада        | 5621282003 | 596             | 0,8        | 35465           |
| Ілляшівка           | Рівненський     | Острозька міська громада          | 5624283605 | 110             | 0,497      | 35819           |
| Ільпибоки           | Демидівський    | Демидівська селищна громада       | 5621483003 | 333             | 13,2       | 35234           |
| Ільпінь             | Здолбунівський  | Богдашівська сільська рада        | 5622680602 | 945             | 7,572      | 35708           |
| Йосипівка           | Здолбунівський  | Урвенська сільська рада           | 5622687605 | 129             | 3,7        | 35748           |
| Казмірі             | Дубенський      | Радивилівська міська громада      | 5625886905 | 121             | 0,253      | 35545           |
| Калинівка           | Демидівський    | Демидівська селищна громада       | 5621485003 | 123             | 7,324      | 35235           |
| Калинівка           | Корецький       | Головницька сільська рада         | 5623081803 | 373             | 0,913      | 34748           |
| Калинівка           | Сарненський     | Степанська селищна громада        | 5625455703 | 722             | 0,933      | 34574           |
| Кам'яна Верба       | Дубенський      | Стовпецька сільська рада          | 5621688507 | 137             | 0,84       | 35679           |
| Кам'яна Гора        | Костопільський  | Малолюбашанська сільська громада  | 5623485005 | 188             | 0,5        | 35058           |
| Кам'яне             | Сарненський     | Березівська сільська громада      | 5625083201 | 1344            | 45,761     | 34220           |
| Кам'яне-Случанське  | Сарненський     | Вирівська сільська громада        | 5625481601 | 1379            | 1,709      | 34543           |
| Кам'яниця           | Дубенський      | Птицька сільська рада             | 5621686005 | 310             | 0,096      | 35689           |
| Кам'янка            | Березнівський   | Кам'янська сільська рада          | 5620485701 | 1205            | 1,54       | 34630           |
| Каноничі            | Володимирецький | Каноницька сільська рада          | 5620884901 | 880             | 35,019     | 34333           |
| Караєвичі           | Рівненський     | Городоцька сільська громада       | 5624683302 | 227             | 0,28       | 35346           |
| Карасин             | Сарненський     | Клесівська селищна громада        | 5625482001 | 635             | 1,235      | 34511           |
| Карачун             | Березнівський   | Малинська сільська рада           | 5620486202 | 44              | 0,16       | 34618           |
| Карпилівка          | Дубенський      | Крупецька сільська громада        | 5625888203 | 399             | 0,988      | 35571           |
| Карпилівка          | Рівненський     | Городоцька сільська громада       | 5624683303 | 1148            | 1,63       | 35332           |
| Карпилівка          | Сарненський     | Клесівська селищна громада        | 5625482301 | 2276            | 0,18       | 34513           |
| Карпилівка          | Сарненський     | Рокитнівська селищна громада      | 5625083801 | 2611            | 147,31     | 34262           |
| Катеринівка         | Сарненський     | Немовицька сільська громада       | 5625485403 | 797             | 0,398      | 34541           |
| Квітневе            | Дубенський      | Озерянська сільська рада          | 5621684703 | 581             | 1,36       | 35629           |
| Кисоричі            | Сарненський     | Рокитнівська селищна громада      | 5625084401 | 1390            | 62,843     | 34260           |
| Кідри               | Володимирецький | Кідрівська сільська рада          | 5620885401 | 2100            | 34,592     | 34340           |
| Клесів              | Сарненський     | Клесівська селищна громада        | 5625455401 | 1492            | 1,884      | 34550           |
| Клин                | Млинівський     | Бокіймівська сільська громада     | 5623888502 | 132             | 7,41       | 35180           |
| Клинці              | Дубенський      | Гірницька сільська рада           | 5621681605 | 211             | 0,601      | 34813           |
| Кліпець             | Дубенський      | Соснівська сільська рада          | 5621688205 | 35              | 0,207      | 35673           |
| Кліщиха             | Дубенський      | Іваннівська сільська рада         | 5621682004 | 34              | 0,208      | 35616           |
| Клопіт              | Здолбунівський  | Мізоцька селищна рада             | 5622655402 | 84              | 3,52       | 35734           |
| Клюки               | Дубенський      | Плосківська сільська рада         | 5621685207 | 121             | 0,264      | 35649           |
| Княгинин            | Дубенський      | Мирогощанська сільська громада    | 5621682601 | 638             | 0,52       | 35630           |
| Княгинине           | Демидівський    | Демидівська селищна громада       | 5621483506 | 442             | 18,426     | 35213           |
| Князівка            | Березнівський   | Тишицька сільська рада            | 5620488603 | 902             | 1,15       | 34662           |
| Коблин              | Дубенський      | Млинівська селищна громада        | 5623887102 | 73              | 6,52       | 35163           |
| Козак               | Корецький       | Річецька сільська рада            | 5623086303 | 318             | 0,779      | 34718           |
| Козин               | Дубенський      | Козинська сільська громада        | 5625883901 | 1641            | 2,134      | 35523           |
| Козирщина           | Млинівський     | Бокіймівська сільська громада     | 5623880502 | 189             | 14,464     | 35117           |
| Козлин              | Рівненський     | Олександрійська сільська громада  | 5624687004 | 811             | 0,9        | 35374           |
| Колесники           | Гощанський      | Бугринська сільська громада       | 5621281205 | 308             |            | 35449           |
| Колки               | Сарненський     | Колківська сільська рада          | 5621883401 | 1871            | 1,24       | 34144           |
| Коловерти           | Корецький       | Коловертівська сільська рада      | 5623083401 | 624             | 2,381      | 34722           |
| Колоденка           | Рівненський     | Корнинська сільська громада       | 5624685903 | 3184            | 1,69       | 35306           |
| Колодіївка          | Корецький       | Великомежиріцька сільська рада    | 5623081007 | 321             | 1,004      | 34739           |
| Колодязне           | Березнівський   | Прислуцька сільська рада          | 5620488302 | 1430            | 1,35       | 34661           |
| Комарівка           | Дубенський      | Смизька селищна громада           | 5621680405 | 289             | 0,757      | 34801           |
| Комарівка           | Костопільський  | Золотолинська сільська рада       | 5623483402 | 189             | 0,73       | 35070           |
| Комори              | Зарічненський   | Неньковицька сільська рада        | 5622283602 | 35              | 22,124     | 34021           |
| Коник               | Зарічненський   | Річицька сільська рада            | 5622285702 | 16              | 16,347     | 34047           |
| Копани              | Дубенський      | Озерянська сільська рада          | 5621684705 | 219             | 1,26       | 35638           |
| Копані              | Дубенський      | Радивилівська міська громада      | 5625886907 | 396             | 0,733      | 35553           |
| Копань              | Демидівський    | Демидівська селищна громада       | 5621482506 | 104             | 3,207      | 35218           |
| Копитів             | Корецький       | Річецька сільська рада            | 5623086304 | 330             | 1,037      | 34719           |
| Копиткове           | Здолбунівський  | Копитківська сільська рада        | 5622682801 | 717             | 19,3       | 35720           |
| Копище              | Сарненський     | Сарненська міська громада         | 5625485802 | 139             | 0,257      | 34537           |
| Кораблище           | Млинівський     | Млинівська селищна громада        | 5623883801 | 294             | 9,97       | 35150           |
| Користь             | Корецький       | Користівська сільська рада        | 5623084201 | 1326            | 4,008      | 34740           |
| Коритне             | Дубенський      | Крупецька сільська громада        | 5625888502 | 449             | 0,872      | 35513           |
| Корнин              | Рівненський     | Корнинська сільська громада       | 5624685901 | 2363            | 1,28       | 35304           |
| Корост              | Сарненський     | Сарненська міська громада         | 5625482801 | 2232            | 1,61       | 34532           |
| Корчин              | Костопільський  | Звіздівська сільська рада         | 5623482602 | 359             | 0,69       | 35046           |
| Корчів'я            | Костопільський  | Підлужненська сільська рада       | 5623486905 | 617             | 0,69       | 35064           |
| Коршів              | Здолбунівський  | Уїздецька сільська рада           | 5622687002 | 218             | 4,158      | 35739           |
| Косареве            | Млинівський     | Млинівська селищна громада        | 5623881304 | 130             | 5,796      | 35150           |
| Космачів            | Костопільський  | Підлужненська сільська рада       | 5623486907 | 285             | 0,98       | 35056           |
| Костянець           | Дубенський      | Мирогощанська сільська громада    | 5621684203 | 399             | 0,247      | 35634           |
| Костянтинівка       | Сарненський     | Сарненська міська громада         | 5625482501 | 909             | 1,891      | 34509           |
| Коти                | Дубенський      | Крупецька сільська громада        | 5625888204 | 31              | 0,137      | 35572           |
| Котира              | Зарічненський   | Локницька сільська громада        | 5622284003 | 112             | 10,115     | 34015           |
| Котів               | Рівненський     | Білокриницька сільська громада    | 5624689809 | 675             | 5,44       | 35375           |
| Кошатів             | Здолбунівський  | Богдашівська сільська рада        | 5622680603 | 308             | 5,2        | 35727           |
| Кошмаки             | Володимирецький | Лозківська сільська рада          | 5620886202 | 249             | 6,002      | 34317           |
| Країв               | Рівненський     | Острозька міська громада          | 5624286403 | 601             | 1,735      | 35823           |
| Красне              | Млинівський     | Бокіймівська сільська громада     | 5623881602 | 312             | 11,73      | 35118           |
| Красносілля         | Володимирецький | Красносільська сільська рада      | 5620885801 | 524             | 29,454     | 34332           |
| Красносілля         | Гощанський      | Красносільська сільська рада      | 5621283201 | 495             | 1,327      | 35424           |
| Кривиця             | Дубровицький    | Трипутнянська сільська рада       | 5621888205 | 220             | 0,38       | 34151           |
| Кривичі             | Рівненський     | Дядьковицька сільська громада     | 5624682703 | 107             | 0,021      | 35329           |
| Кривуха             | Дубенський      | Іваннівська сільська рада         | 5621682005 | 287             | 0,678      | 35619           |
| Крилів              | Дубенський      | Варковицька сільська рада         | 5621680803 | 396             | 1,819      | 34807           |
| Крилів              | Корецький       | Крилівська сільська рада          | 5623084701 | 1600            | 4,306      | 34746           |
| Кримне              | Володимирецький | Мульчицька сільська рада          | 5620886903 | 196             | 7,21       | 34322           |
| Кринички            | Гощанський      | Криничківська сільська рада       | 5621283601 | 169             | 1,052      | 35410           |
| Кричильськ          | Сарненський     | Сарненська міська громада         | 5625483401 | 2834            | 2,451      | 34530           |
| Кругле              | Володимирецький | Більськовільська сільська рада    | 5620881203 | 313             | 11,442     | 34336           |
| Кругле              | Рівненський     | Білокриницька сільська громада    | 5624683003 | 74              | 0,05       | 35345           |
| Круки               | Дубенський      | Радивилівська міська громада      | 5625886909 | 234             | 0,487      | 35546           |
| Крупець             | Дубенський      | Крупецька сільська громада        | 5625884801 | 1507            | 2,125      | 35541           |
| Крупове             | Сарненський     | Мочулищенська сільська рада       | 5621885402 | 707             | 0,67       | 34188           |
| Кузьмівка           | Сарненський     | Степанська селищна громада        | 5625483901 | 659             | 1,75       | 34561           |
| Кунин               | Здолбунівський  | Уїздецька сільська рада           | 5622687003 | 870             | 18         | 35712           |
| Купель              | Сарненський     | Рокитнівська селищна громада      | 5625080402 | 402             | 52,37      | 34223           |
| Кураж               | Рівненський     | Острозька міська громада          | 5624287102 | 107             | 0,643      | 35835           |
| Кураш               | Сарненський     | Соломіївська сільська рада        | 5621887702 | 255             | 0,4        | 34162           |
| Кургани             | Березнівський   | Кам'янська сільська рада          | 5620485703 | 545             | 0,85       | 34663           |
| Кургани             | Рівненський     | Острозька міська громада          | 5624285303 | 377             | 1,381      | 35828           |
| Курозвани           | Гощанський      | Курозванівська сільська рада      | 5621284001 | 1228            | 3,901      | 35451           |
| Курсики             | Дубенський      | Козинська сільська громада        | 5625880802 | 109             | 0,145      | 35525           |
| Кустин              | Рівненський     | Олександрійська сільська громада  | 5624685903 | 978             | 1,164      | 35322           |
| Кутин               | Зарічненський   | Локницька сільська громада        | 5622281601 | 482             | 14,996     | 34032           |
| Кутинок             | Зарічненський   | Локницька сільська громада        | 5622281607 | 91              | 4,61       | 34028           |
| Кутянка             | Рівненський     | Острозька міська громада          | 5624283601 | 480             | 1,368      | 35850           |
| Кухітська Воля      | Зарічненський   | Кухітсько-Вільська сільська рада  | 5622282001 | 1956            | 31,69      | 34035           |
| Кухче               | Зарічненський   | Локницька сільська громада        | 5622282301 | 843             | 21,798     | 34034           |
| Лебеді              | Рівненський     | Острозька міська громада          | 5624281603 | 148             | 0,733      | 35816           |
| Лебедянка           | Дубенський      | Іваннівська сільська рада         | 5621682006 | 0               | 0,636      | 35600•          |
| Лев'ятин            | Дубенський      | Радивилівська міська громада      | 5625881603 | 423             | 6,809      | 35555           |
| Ледне               | Костопільський  | Маломидська сільська рада         | 5623484203 | 84              | 0,52       | 35019           |
| Липа                | Дубенський      | Мирогощанська сільська громада    | 5621684205 | 500             | 0,192      | 35635           |
| Липки               | Гощанський      | Липківська сільська рада          | 5621284401 | 499             | 1,458      | 35420           |
| Липне               | Володимирецький | Красносільська сільська рада      | 5620885803 | 228             | 17,1       | 34368           |
| Лисин               | Демидівський    | Демидівська селищна громада       | 5621485509 | 198             | 5,338      | 35237           |
| Лисичин             | Зарічненський   | Борівська сільська рада           | 5622280402 | 192             | 3,2        | 34039           |
| Листвин             | Дубенський      | Мирогощанська сільська громада    | 5621682605 | 574             | 0,605      | 35636           |
| Лихачівка           | Млинівський     | Підлозцівська сільська громада    | 5623889003 | 33              | 3,04       | 35168           |
| Лідаво              | Здолбунівський  | Урвенська сільська рада           | 5622687606 | 376             | 8,5        | 35726           |
| Лінчин              | Березнівський   | Балашівська сільська рада         | 5620480402 | 726             | 0,62       | 34664           |
| Лісове              | Сарненський     | Лісівська сільська рада           | 5621883901 | 462             | 0,4        | 34121           |
| Лісове              | Сарненський     | Рокитнівська селищна громада      | 5625085602 | 280             | 25,742     | 34224           |
| Лісопіль            | Костопільський  | Малолюбашанська сільська громада  | 5623483903 | 684             | 0,7        | 35065           |
| Літвиця             | Сарненський     | Трипутнянська сільська рада       | 5621888206 | 351             | 0,41       | 34116           |
| Лішня               | Демидівський    | Демидівська селищна громада       | 5621455306 | 835             | 9,8        | 35226           |
| Лозки               | Володимирецький | Лозківська сільська рада          | 5620886201 | 838             | 16,818     | 34370           |
| Локниця             | Зарічненський   | Локницька сільська громада        | 5622282701 | 1127            | 55,097     | 34030           |
| Лопавше             | Демидівський    | Демидівська селищна громада       | 5621485506 | 432             | 14,324     | 35238           |
| Лугове              | Сарненський     | Миляцька сільська громада         | 5621885007 | 571             | 1,15       | 34136           |
| Лукарівка           | Млинівський     | Млинівська селищна громада        | 5623886402 | 117             | 5,22       | 35158           |
| Луко                | Володимирецький | Воронківська сільська рада        | 5620882602 | 383             | 30,04      | 34344           |
| Любахи              | Володимирецький | Любахівська сільська рада         | 5620886601 | 631             | 31,991     | 34362           |
| Любиковичі          | Сарненський     | Сарненська міська громада         | 5625484401 | 1399            | 1,39       | 34510           |
| Любинь              | Зарічненський   | Локницька сільська громада        | 5622281609 | 218             | 12,86      | 34029           |
| Людинь              | Сарненський     | Висоцька сільська громада         | 5621884301 | 668             | 0,89       | 34123           |
| Лютинськ            | Сарненський     | Лютинська сільська рада           | 5621884601 | 1165            | 1,063      | 34140           |
| Люхча               | Сарненський     | Сарненська міська громада         | 5625484801 | 2216            | 2,145      | 34508           |
| Люцинів             | Гощанський      | Садівська сільська рада           | 5621286703 | 37              | 0,851      | 35466           |
| Лючин               | Рівненський     | Острозька міська громада          | 5624285602 | 460             | 1,358      | 35864           |
| Майдан              | Дубенський      | Майданська сільська рада          | 5621683201 | 454             | 1,194      | 35661           |
| Майдан              | Костопільський  | Малостидинська сільська рада      | 5623484603 | 232             | 1,56       | 35025           |
| Майків              | Гощанський      | Майківська сільська рада          | 5621284801 | 679             | 2,18       | 35453           |
| Макотерти           | Рівненський     | Дядьковицька сільська громада     | 5624682705 | 152             | 0,39       | 35337           |
| Мала Клецька        | Корецький       | Великоклецьківська сільська рада  | 5623080802 | 66              | 0,24       | 34735           |
| Мала Любаша         | Костопільський  | Малолюбашанська сільська громада  | 5623483901 | 1099            | 3,78       | 35009           |
| Мала Мощаниця       | Здолбунівський  | Маломощаницька сільська рада      | 5622683401 | 516             | 18,5       | 35730           |
| Мала Совпа          | Корецький       | Харалузька сільська рада          | 5623088802 | 501             | 1,465      | 34753           |
| Малеве              | Демидівський    | Боремельська сільська громада     | 5621484009 | 689             | 12,322     | 35212           |
| Мале Вербче         | Сарненський     | Сарненська міська громада         | 5625482802 | 1044            | 1,3        | 34533           |
| Малин               | Млинівський     | Острожецька сільська громада      | 5623884701 | 417             | 12,87      | 35114           |
| Малинськ            | Березнівський   | Малинська сільська рада           | 5620486201 | 2445            | 1,62       | 34610           |
| Малий Житин         | Рівненський     | Шпанівська сільська громада       | 5624681505 | 522             | 0,86       | 35376           |
| Малий Жолудськ      | Володимирецький | Великожолудська сільська рада     | 5620881502 | 894             | 25,623     | 34369           |
| Малий Мидськ        | Костопільський  | Маломидська сільська рада         | 5623484201 | 760             | 0,294      | 35013           |
| Малий Олексин       | Рівненський     | Шпанівська сільська громада       | 5624689504 | 798             | 0,371      | 35377           |
| Малий Стидин        | Костопільський  | Малостидинська сільська рада      | 5623484601 | 812             | 48,937     | 35014           |
| Малий Шпаків        | Рівненський     | Дядьковицька сільська громада     | 5624686701 | 659             | 0,91       | 35362           |
| Малинівка           | Гощанський      | Малинівська сільська рада         | 5621285101 | 662             | 11,14      | 35422           |
| Малі Гайки          | Дубенський      | Радивилівська міська громада      | 5625882502 | 54              | 0,146      | 35508           |
| Малі Дорогостаї     | Млинівський     | Млинівська селищна громада        | 5623884901 | 862             | 15,39      | 35108           |
| Малі Загірці        | Дубенський      | Тараканівська сільська громада    | 5621689105 | 43              | 0,217      | 35686           |
| Малі Сади           | Дубенський      | Малосадівська сільська рада       | 5621683501 | 660             | 1,647      | 35640           |
| Малі Телковичі      | Володимирецький | Біленська сільська рада           | 5620880902 | 304             | 16,12      | 34376           |
| Малушка             | Березнівський   | Малинська сільська рада           | 5620486203 | 806             | 0,45       | 34665           |
| Мальоване           | Дубенський      | Млинівська селищна громада        | 5623885001 | 213             | 7,98       | 35131           |
| Малятин             | Гощанський      | Малятинська сільська рада         | 5621285401 | 366             | 1,3        | 35413           |
| Мантин              | Млинівський     | Млинівська селищна громада        | 5623884904 | 5               | 1,3        | 35129           |
| Маринин             | Березнівський   | Марининська сільська рада         | 5620486601 | 931             | 1,35       | 34655           |
| Мартинівка          | Дубенський      | Смизька селищна громада           | 5621689507 | 380             | 0,852      | 35667           |
| Мартинівка          | Рівненський     | Великоомелянська сільська громада | 5624683704 | 122             | 0,47       | 35349           |
| Мар'янівка          | Здолбунівський  | Копитківська сільська рада        | 5622682802 | 102             | 4,8        | 35728           |
| Мар'янівка          | Костопільський  | Пісківська сільська громада       | 5623486003 | 184             | 0,98       | 35035           |
| Мар'янівка          | Сарненський     | Сарненська міська громада         | 5625484403 | 304             | 0,037      | 34519           |
| Маслопуща           | Сарненський     | Сарненська міська громада         | 5625487202 | 176             | 0,415      | 34527           |
| Стрільськ           | Сарненський     | Сарненська міська громада         | 5625487201 | 2406            | 3,19       | 34512           |
| Маслянка            | Млинівський     | Млинівська селищна громада        | 5623884905 | 604             | 6,48       | 35185           |
| Матіївка            | Гощанський      | Малятинська сільська рада         | 5621285402 | 135             | 0,684      | 35458           |
| Маща                | Костопільський  | Малолюбашанська сільська громада  | 5623485001 | 626             | 29,22      | 35044           |
| Маюничі             | Володимирецький | Балаховицька сільська рада        | 5620880602 | 127             | 6,052      | 34345           |
| Маяки               | Дубенський      | Сатиївська сільська рада          | 5621687007 | 42              | 0,026      | 35662           |
| Межиріч             | Рівненський     | Острозька міська громада          | 5624284201 | 1490            | 2,398      | 35808           |
| Мельниця            | Сарненський     | Степанська селищна громада        | 5625455704 | 359             | 0,59       | 34535           |
| Метків              | Рівненський     | Городоцька сільська громада       | 5624683304 | 124             | 0,29       | 35398           |
| Микитичі            | Дубенський      | Тараканівська сільська громада    | 5621686007 | 188             | 0,088      | 35688           |
| Миколаївка          | Дубенський      | Повчанська сільська громада       | 5623886901 | 434             | 20,5       | 35171           |
| Микулин             | Рівненський     | Гощанська селищна громада         | 5621282103 | 464             | 1,426      | 35471           |
| Милостів            | Рівненський     | Дядьковицька сільська громада     | 5624684102 | 296             | 0,83       | 35352           |
| Мильча              | Дубенський      | Повчанська сільська громада       | 5621683901 | 678             | 1,58       | 35642           |
| Милятин             | Рівненський     | Острозька міська громада          | 5624284601 | 684             | 2,171      | 35865           |
| Миляч               | Сарненський     | Миляцька сільська громада         | 5621885001 | 1080            | 1,42       | 34133           |
| Миньківці           | Дубенський      | Смизька селищна громада           | 5621680407 | 164             | 0,361      | 34802           |
| Мирне               | Рівненський     | Малолюбашанська сільська громада  | 5623485401 | 1423            | 2,97       | 35030           |
| Мирогоща Друга      | Дубенський      | Мирогощанська сільська громада    | 5621684207 | 1089            | 0,28       | 35623           |
| Мирогоща Перша      | Дубенський      | Мирогощанська сільська громада    | 5621684201 | 1941            | 0,306      | 35624           |
| Миротин             | Рівненський     | Здовбицька сільська громада       | 5622683801 | 578             | 9,2        | 35721           |
| Митниця             | Дубенський      | Крупецька сільська громада        | 5625885603 | 276             | 0,731      | 35514           |
| Михайлівка          | Дубенський      | Крупецька сільська громада        | 5625885201 | 565             | 1,522      | 35544           |
| Михайлівка          | Рівненський     | Городоцька сільська громада       | 5624683305 | 96              | 0,28       | 35358           |
| Михайлівка          | Рівненський     | Острозька міська громада          | 5624282803 | 173             | 0,753      | 35357           |
| Михалин             | Рівненський     | Березнівська міська громада       | 5620480403 | 802             | 0,59       | 34666           |
| Михалківці          | Рівненський     | Острозька міська громада          | 5624280803 | 237             | 1,566      | 35849           |
| Мичів               | Рівненський     | Гощанська селищна громада         | 5621285403 | 95              | 0,322      | 35436           |
| Мізочок             | Рівненський     | Мізоцька селищна громада          | 5622655403 | 254             | 6,25       | 35735           |
| Млин                | Вараський       | Локницька сільська громада        | 5622284004 | 151             | 14,11      | 34016           |
| Млинок              | Вараський       | Зарічненська селищна громада      | 5622280403 | 830             | 9,9        | 34062           |
| Мнишин              | Рівненський     | Бабинська сільська громада        | 5621282004 | 549             |            | 35472           |
| Могиляни            | Рівненський     | Острозька міська громада          | 5624285101 | 1370            | 1,933      | 35832           |
| Моквин              | Рівненський     | Березнівська міська громада       | 5620487010 | 2405            | 1,82       | 34634           |
| Моквин              | Рівненський     | Малолюбашанська сільська громада  | 5623485403 | 196             | 1,23       | 35031           |
| Моквинські Хутори   | Рівненський     | Костопільська міська громада      | 5623486502 | 346             | 1,04       | 35027           |
| Мокре               | Дубенський      | Мирогощанська сільська громада    | 5621684209 | 288             | 0,129      | 35625           |
| Молодаво Друге      | Дубенський      | Привільненська сільська громада   | 5621684405 | 308             | 0,723      | 35633           |
| Молодаво Перше      | Дубенський      | Привільненська сільська громада   | 5621684403 | 335             | 0,746      | 35626           |
| Молодаво Третє      | Дубенський      | Привільненська сільська громада   | 5621684401 | 431             | 0,78       | 35637           |
| Молодіжне           | Дубенський      | Мирогощанська сільська громада    | 5621682606 | 274             | 0,28       | 35639           |
| Морозівка           | Корецький       | Морозівська сільська рада         | 5623085201 | 684             | 2,116      | 34709           |
| Морочне             | Зарічненський   | Морочненська сільська рада        | 5622283201 | 1224            | 37,175     | 34022           |
| Московщина          | Млинівський     | Млинівська селищна громада        | 5623887602 | 26              | 6,28       | 35178           |
| Мости               | Здолбунівський  | Будеразька сільська рада          | 5622680803 | 176             | 14,2       | 35714           |
| Мостище             | Володимирецький | Великожолудська сільська рада     | 5620881503 | 173             | 5,722      | 34338           |
| Мочулище            | Сарненський     | Мочулищенська сільська рада       | 5621885401 | 626             | 0,45       | 34143           |
| Мочулки             | Рівненський     | Клеванська селищна громада        | 5624684502 | 217             | 0,25       | 35394           |
| Мочулянка           | Березнівський   | Губківська сільська рада          | 5620484403 | 107             | 0,32       | 34615           |
| Мошків              | Млинівський     | Млинівська селищна громада        | 5623886403 | 191             | 11,51      | 35159           |
| Мощаниця            | Рівненський     | Острозька міська громада          | 5624285301 | 1172            | 4,117      | 35833           |
| Мощони              | Гощанський      | Малятинська сільська рада         | 5621285404 | 151             | 0,646      | 35437           |
| Мульчиці            | Володимирецький | Мульчицька сільська рада          | 5620886901 | 1317            | 48,708     | 34320           |
| Мутвиця             | Зарічненський   | Морочненська сільська рада        | 5622283202 | 630             | 38,9       | 34023           |
| Мушні               | Сарненський     | Рокитнівська селищна громада      | 5625080403 | 520             | 54,123     | 34217           |
| М'ятин              | Гощанський      | Бугринська сільська громада       | 5621285902 | 336             | 1,323      | 35419           |
| Мятин               | Млинівський     | Бокіймівська сільська громада     | 5623889404 | 224             | 5,142      | 35191           |
| Набережне           | Демидівський    | Боремельська сільська громада     | 5621480712 | 289             | 4,536      | 35214           |
| Нагірне             | Дубенський      | Озерянська сільська рада          | 5621684707 | 224             | 1,26       | 35614           |
| Нагоряни            | Дубенський      | Соснівська сільська рада          | 5621688207 | 198             | 0,546      | 35674           |
| Надчиці             | Дубенський      | Ярославицька сільська громада     | 5623885509 | 284             | 8,43       | 35148           |
| Нараїв              | Дубенський      | Мирогощанська сільська громада    | 5621682607 | 305             | 0,38       | 35632           |
| Невірків            | Корецький       | Невірківська сільська рада        | 5623085601 | 1124            | 7,025      | 34721           |
| Немирівка           | Дубенський      | Радивилівська міська громада      | 5625886001 | 650             | 1,277      | 35563           |
| Немовичі            | Сарненський     | Немовицька сільська громада       | 5625485404 | 54              | 0,41       | 34540           |
| Немовичі            | Сарненський     | Немовицька сільська громада       | 5625485404 | 4147            | 4,742      | 34563           |
| Неньковичі          | Зарічненський   | Неньковицька сільська рада        | 5622283601 | 1074            | 61,359     | 34020           |
| Нетреба             | Володимирецький | Великоцепцевицька сільська рада   | 5620882202 | 583             | 26,889     | 34377           |
| Нетреба             | Сарненський     | Рокитнівська селищна громада      | 5625081702 | 586             | 68,51      | 34264           |
| Нивецьк             | Дубровицький    | Нивецька сільська рада            | 5621885601 | 446             | 0,73       | 34152           |
| Ниви-Золочівські    | Демидівський    | Боремельська сільська громада     | 5621482902 | 55              | 7,321      | 35227           |
| Ниговищі            | Зарічненський   | Омитська сільська рада            | 5622284803 | 100             | 14,111     | 34019           |
| Нобель              | Зарічненський   | Локницька сільська громада        | 5622284001 | 325             | 9,85       | 34013           |
| Новаки              | Володимирецький | Новаківська сільська рада         | 5620887101 | 623             | 20,284     | 34344           |
| Нова Любомирка      | Рівненський     | Олександрійська сільська громада  | 5624680405 | 1340            | 0,387      | 35321           |
| Нова Миколаївка     | Дубенський      | Смизька селищна громада           | 5621689509 | 83              | 0,288      | 35694           |
| Нова Митниця        | Дубенський      | Крупецька сільська громада        | 5625885605 | 241             | 0,578      | 35538           |
| Нова Мощаниця       | Здолбунівський  | Новомощаницька сільська рада      | 5622684801 | 850             | 28,624     | 35744           |
| Нова Носовиця       | Дубенський      | Птицька сільська рада             | 5621686009 | 219             | 0,047      | 35698           |
| Нова Пляшева        | Дубенський      | Козинська сільська громада        | 5625882901 | 775             | 2,624      | 35534           |
| Нова Українка       | Рівненський     | Олександрійська сільська громада  | 5624687001 | 981             | 0,86       | 35323           |
| Нове                | Млинівський     | Підлозцівська сільська громада    | 5623889004 | 192             | 6,13       | 35169           |
| Новий Берестовець   | Костопільський  | Малолюбашанська сільська громада  | 5623485007 | 257             | 0,99       | 35026           |
| Новий Корець        | Корецький       | Новокорецька сільська рада        | 5623086001 | 2303            | 2,255      | 34705           |
| Новий Моквин        | Березнівський   | Моквинська сільська рада          | 5620487020 | 606             | 1,51       | 34635           |
| Новий Світ          | Здолбунівський  | Будеразька сільська рада          | 5622680804 | 66              | 3,029      | 35716           |
| Новий Тік           | Демидівський    | Боремельська сільська громада     | 5621480709 | 49              | 3,526      | 35215           |
| Новина-Добрятинська | Млинівський     | Млинівська селищна громада        | 5623882302 | 127             | 8,01       | 35125           |
| Новини              | Корецький       | Користівська сільська рада        | 5623084203 | 233             | 0,786      | 34715           |
| Новини              | Млинівський     | Млинівська селищна громада        | 5623887603 | 311             | 14,93      | 35179           |
| Новожуків           | Рівненський     | Зорянська сільська громада        | 5624687902 | 588             | 1,24       | 35334           |
| Новомалин           | Рівненський     | Острозька міська громада          | 5624285601 | 667             | 2,573      | 35843           |
| Новомильськ         | Здолбунівський  | Копитківська сільська рада        | 5622682803 | 845             | 12,9       | 35763           |
| Новорічиця          | Зарічненський   | Новорічицька сільська рада        | 5622284401 | 1002            | 38,95      | 34040           |
| Новородчиці         | Рівненський     | Острозька міська громада          | 5624286001 | 306             | 1,049      | 35851           |
| Новоселівка         | Млинівський     | Млинівська селищна громада        | 5623881305 | 547             | 1,378      | 35153           |
| Новосілки           | Володимирецький | Біленська сільська рада           | 5620880903 | 319             | 12,116     | 34311           |
| Новосілки           | Здолбунівський  | Новосілківська сільська рада      | 5622684601 | 565             | 18,994     | 35723           |
| Новосілки           | Млинівський     | Острожецька сільська громада      | 5623885201 | 299             | 10,006     | 35110           |
| Новосілля           | Зарічненський   | Локницька сільська громада        | 5622282302 | 164             | 16,054     | 34038           |
| Новостав            | Рівненський     | Зорянська сільська громада        | 5624684908 | 779             | 0,83       | 35378           |
| Новостав-Дальній    | Рівненський     | Зорянська сільська громада        | 5624687903 | 167             | 0,46       | 35357           |
| Новоставці          | Гощанський      | Бугринська сільська громада       | 5621281206 | 470             |            | 35443           |
| Новоукраїнка        | Дубенський      | Ярославицька сільська громада     | 5623885501 | 530             | 16,41      | 35130           |
| Новоукраїнське      | Дубенський      | Радивилівська міська громада      | 5625882503 | 188             | 0,35       | 35515           |
| Обарів              | Рівненський     | Городоцька сільська громада       | 5624687401 | 2927            | 1,83       | 35307           |
| Обірки              | Сарненський     | Сарненська міська громада         | 5625484809 | 221             | 0,34       | 34526           |
| Обсіч               | Сарненський     | Березівська сільська громада      | 5625083203 | 376             | 47,321     | 34219           |
| Одринки             | Сарненський     | Сарненська міська громада         | 5625482803 | 622             | 0,7        | 34575           |
| Оженин              | Рівненський     | Острозька міська громада          | 5624286401 | 4879            | 5,23       | 35820, 35821    |
| Озерко              | Здолбунівський  | Мізоцька селищна рада             | 5622655404 | 142             | 3,754      | 35736           |
| Озеро               | Володимирецький | Озерська сільська рада            | 5620887601 | 1564            | 54,335     | 34331           |
| Озерськ             | Дубровицький    | Лісівська сільська рада           | 5621883903 | 560             | 0,64       | 34122           |
| Озерці              | Володимирецький | Озерцівська сільська рада         | 5620887401 | 1000            | 127,032    | 34321           |
| Озеряни             | Дубенський      | Озерянська сільська рада          | 5621684701 | 673             | 1,8        | 35613           |
| Озірці              | Березнівський   | Поліська сільська рада            | 5620487602 | 199             | 0,26       | 34637           |
| Озліїв              | Дубенський      | Млинівська селищна громада        | 5623887103 | 262             | 8,15       | 35164           |
| Олександрівка       | Костопільський  | Пісківська сільська громада       | 5623486004 | 187             | 1,43       | 35036           |
| Олександрівка       | Рокитнівський   | Рокитнівська селищна громада      | 5625084403 | 485             | 18,71      | 34274           |
| Олександрія         | Рівненський     | Олександрійська сільська громада  | 5624680401 | 2397            | 1,45       | 35320           |
| Олександрове        | Зарічненський   | Серницька сільська рада           | 5622286603 | 481             | 21,116     | 34024           |
| Олексіївка          | Гощанський      | Бугринська сільська громада       | 5621285903 | 74              | 0,372      | 35427           |
| Олексіївка          | Сарненський     | Вирівська сільська громада        | 5625480902 | 328             | 0,336      | 34554           |
| Олибів              | Дубенський      | Сатиївська сільська рада          | 5621687009 | 291             | 0,174      | 35663           |
| Олишва              | Рівненський     | Зорянська сільська громада        | 5624684909 | 203             | 0,25       | 35395           |
| Омит                | Зарічненський   | Омитська сільська рада            | 5622284801 | 88              | 16,321     | 34010           |
| Онишківці           | Дубенський      | Смизька селищна громада           | 5621680409 | 257             | 0,624      | 34803           |
| Опарипси            | Дубенський      | Радивилівська міська громада      | 5625881604 | 799             | 1,367      | 35564           |
| Орв'яниця           | Дубровицький    | Соломіївська сільська рада        | 5621887703 | 1945            | 2,19       | 34163           |
| Орестів             | Здолбунівський  | Богдашівська сільська рада        | 5622680604 | 485             | 8,15       | 35737           |
| Орлівка             | Березнівський   | Городищенська сільська рада       | 5620483602 | 1426            | 2,55       | 34608           |
| Орлівка             | Сарненський     | Сарненська міська громада         | 5625482505 | 526             | 0,747      | 34528           |
| Осницьк             | Сарненський     | Рокитнівська селищна громада      | 5625085603 | 737             | 28,3       | 34209           |
| Осова               | Дубровицький    | Осівська сільська рада            | 5621885901 | 1037            | 1,12       | 34153           |
| Осова               | Костопільський  | Маломидська сільська рада         | 5623484205 | 223             | 0,95       | 35011           |
| Остки               | Сарненський     | Рокитнівська селищна громада      | 5625086203 | 1172            | 48,3       | 34252           |
| Острів              | Володимирецький | Балаховицька сільська рада        | 5620880603 | 285             | 12,467     | 34346           |
| Острів              | Дубенський      | Мирогощанська сільська громада    | 5621682608 | 494             | 0,54       | 35648           |
| Острів              | Радивилівський  | Демидівська селищна громада       | 5625886502 | 460             | 1,22       | 35511           |
| Острівськ           | Зарічненський   | Кухітсько-Вільська сільська рада  | 5622282003 | 496             | 69,16      | 34036           |
| Острівці            | Володимирецький | Берестівська сільська рада        | 5620881303 | 398             | 10,746     | 34378           |
| Острівці            | Дубровицький    | Мочулищенська сільська рада       | 5621885403 | 227             | 0,26       | 34118           |
| Остріїв             | Млинівський     | Млинівська селищна громада        | 5623882303 | 317             | 10,04      | 35126           |
| Острожець           | Млинівський     | Острожецька сільська громада      | 5623885801 | 2622            | 23,39      | 35113           |
| Охматків            | Демидівський    | Демидівська селищна громада       | 5621483509 | 103             | 5,443      | 35229           |
| Панталія            | Дубенський      | Привільненська сільська громада   | 5621685605 | 401             | 0,041      | 35627           |
| Партизанське        | Дубровицький    | Висоцька сільська громада         | 5621884305 | 216             | 0,34       | 34117           |
| Пасіки              | Дубенський      | Козинська сільська громада        | 5625880805 | 191             | 0,269      | 35526           |
| Пашева              | Демидівський    | Боремельська сільська громада     | 5621484012 | 289             | 8,015      | 35233           |
| Пашуки              | Гощанський      | Русивельська сільська рада        | 5621287120 | 230             | 1,042      | 35438           |
| Певжа               | Млинівський     | Острожецька сільська громада      | 5623886101 | 308             | 10,216     | 35111           |
| Пекалів             | Млинівський     | Бокіймівська сільська громада     | 5623889406 | 244             | 7,87       | 35192           |
| Пеньків             | Костопільський  | Пісківська сільська громада       | 5623486001 | 292             | 1,24       | 35020           |
| Переброди           | Дубровицький    | Миляцька сільська громада         | 5621886401 | 1668            | 1,72       | 34130           |
| Перевередів         | Млинівський     | Млинівська селищна громада        | 5623880302 | 441             | 6,273      | 35107           |
| Переділи            | Рівненський     | Дядьковицька сільська громада     | 5624686707 | 171             | 0,89       | 35356           |
| Перекалі            | Демидівський    | Демидівська селищна громада       | 5621483512 | 285             | 8,652      | 35230           |
| Перекалля           | Зарічненський   | Перекальська сільська рада        | 5622285301 | 864             | 36         | 34060           |
| Перелисянка         | Костопільський  | Деражненська сільська громада     | 5623487403 | 13              | 0,06       | 35038           |
| Перемилівка         | Млинівський     | Млинівська селищна громада        | 5623886401 | 234             | 10,57      | 35124           |
| Перенятин           | Дубенський      | Радивилівська міська громада      | 5625880402 | 351             | 0,778      | 35551           |
| Переросля           | Дубенський      | Плосківська сільська рада         | 5621685209 | 334             | 0,655      | 35653           |
| Пересопниця         | Рівненський     | Дядьковицька сільська громада     | 5624682707 | 139             | 0,32       | 35369           |
| Перетоки            | Костопільський  | Злазненська сільська рада         | 5623483005 | 381             | 0,73       | 35048           |
| Переходичі          | Сарненський     | Старосільська сільська громада    | 5625082202 | 510             | 0,72       | 34214           |
| Пирятин             | Дубенський      | Мильчанська сільська рада         | 5621683905 | 423             | 1,43       | 35643           |
| Півче               | Здолбунівський  | Півченська сільська рада          | 5622685101 | 374             | 10,5       | 35743           |
| Підбрусинь          | Дубенський      | Повчанська сільська громада       | 5623886907 | 201             | 2,074      | 35170           |
| Підвисоке           | Дубенський      | Козинська сільська громада        | 5625882102 | 81              | 3,57       | 35577           |
| Підгай              | Млинівський     | Острожецька сільська громада      | 5623884702 | 27              | 4,1        | 35188           |
| Підгайне            | Здолбунівський  | Старомощаницька сільська рада     | 5622685803 | 76              | 5,12       | 35754           |
| Підгайці            | Дубенський      | Млинівська селищна громада        | 5623887101 | 792             | 19,08      | 35154           |
| Підгало             | Березнівський   | Білківська сільська рада          | 5620481603 | 88              | 0,13       | 34626           |
| Підгірник           | Сарненський     | Степанська селищна громада        | 5625483903 | 66              | 0,107      | 34517           |
| Підгірці            | Рівненський     | Дядьковицька сільська громада     | 5624686708 | 92              | 0,28       | 35379           |
| Підзамче            | Дубенський      | Радивилівська міська громада      | 5625886901 | 704             | 1,466      | 35552           |
| Підлипки            | Дубенський      | Радивилівська міська громада      | 5625886911 | 575             | 0,803      | 35547           |
| Підліски            | Гощанський      | Бабинська сільська громада        | 5621280402 | 280             |            | 35432           |
| Підлісне            | Дубровицький    | Бережницька сільська рада         | 5621880605 | 475             | 0,98       | 34165           |
| Підлісці            | Дубенський      | Ярославицька сільська громада     | 5623889805 | 85              | 4,97       | 35194           |
| Підлозці            | Млинівський     | Підлозцівська сільська громада    | 5623886701 | 562             | 12,07      | 35132           |
| Підлужжя            | Дубенський      | Птицька сільська рада             | 5621686011 | 486             | 0,083      | 35646           |
| Підлужне            | Костопільський  | Підлужненська сільська рада       | 5623486901 | 779             | 1,79       | 35023           |
| Підцурків           | Здолбунівський  | Глинська сільська рада            | 5622681603 | 102             | 8,5        | 35725           |
| Пісків              | Костопільський  | Пісківська сільська громада       | 5623486501 | 1167            | 0,285      | 35032           |
| Пітушків            | Млинівський     | Млинівська селищна громада        | 5623886601 | 539             | 9,92       | 35120           |
| Плоска              | Дубенський      | Плосківська сільська рада         | 5621685201 | 680             | 1,225      | 35651           |
| Плоска              | Рівненський     | Дядьковицька сільська громада     | 5624686709 | 212             | 0,546      | 35382           |
| Плоске              | Рівненський     | Острозька міська громада          | 5624286701 | 1318            | 5,308      | 35826           |
| Пляшева             | Радивилівський  | Демидівська селищна громада       | 5625886501 | 625             | 1,413      | 35510           |
| Пляшівка            | Дубенський      | Крупецька сільська громада        | 5625888503 | 431             | 0,809      | 35580           |
| Повча               | Дубенський      | Повчанська сільська громада       | 5621685401 | 983             | 2,632      | 35644           |
| Подоляни            | Гощанський      | Горбаківська сільська рада        | 5621282005 | 165             |            | 35455           |
| Познань             | Сарненський     | Березівська сільська громада      | 5625082604 | 1375            | 55,32      | 34275           |
| Полиці              | Володимирецький | Полицька сільська рада            | 5620888001 | 1279            | 35,498     | 34374           |
| Полівці             | Гощанський      | Тучинська сільська рада           | 5621288405 | 272             | 1,585      | 35441           |
| Поліське            | Березнівський   | Поліська сільська рада            | 5620487601 | 1656            | 3,25       | 34650           |
| Половлі             | Володимирецький | Половлівська сільська рада        | 5620888301 | 873             | 22,002     | 34351           |
| Полуничне           | Дубенський      | Крупецька сільська громада        | 5625889003 | 128             | 0,544      | 35570           |
| Поляна              | Сарненський     | Сарненська міська громада         | 5625483403 | 431             | 0,418      | 34548           |
| Поляни              | Березнівський   | Полянська сільська рада           | 5620488001 | 1478            | 1,33       | 34612           |
| Понебель            | Рівненський     | Городоцька сільська громада       | 5624683306 | 362             | 0,38       | 35359           |
| Порозове            | Рівненський     | Корнинська сільська громада       | 5624688902 | 265             | 0,51       | 35391           |
| Порубка             | Дубровицький    | Колківська сільська рада          | 5621883405 | 304             | 0,26       | 34154           |
| Посива              | Рівненський     | Острозька міська громада          | 5624286002 | 31              | 0,101      | 35854           |
| Посників            | Млинівський     | Млинівська селищна громада        | 5623887301 | 751             | 15,558     | 35120           |
| Постійне            | Костопільський  | Деражненська сільська громада     | 5623487401 | 1984            | 0,64       | 35050           |
| Посягва             | Гощанський      | Бугринська сільська громада       | 5621285901 | 404             | 1,308      | 35440           |
| Почапки             | Рівненський     | Острозька міська громада          | 5624286901 | 583             | 3,422      | 35830           |
| Працюки             | Дубровицький    | Нивецька сільська рада            | 5621885603 | 6               | 0,21       | 34155           |
| Привільне           | Дубенський      | Привільненська сільська громада   | 5621685601 | 115             | 0,164      | 35622           |
| Привітівка          | Зарічненський   | Річицька сільська рада            | 5622285703 | 575             | 31,095     | 34044           |
| Привітне            | Млинівський     | Млинівська селищна громада        | 5623884001 | 409             | 15,47      | 35123           |
| Придорожне          | Дубенський      | Малосадівська сільська рада       | 5621683505 |                 |            | 35696           |
| Прикладники         | Зарічненський   | Сенчицька сільська рада           | 5622286203 | 210             | 0,219      | 34012           |
| Прикордонне         | Рівненський     | Острозька міська громада          | 5624284202 | 84              | 0,392      | 35855           |
| Приски              | Дубенський      | Радивилівська міська громада      | 5625880403 | 169             | 0,469      | 35575           |
| Прислуч             | Березнівський   | Прислуцька сільська рада          | 5620488301 | 1394            | 1,26       | 34642           |
| Птича               | Дубенський      | Птицька сільська рада             | 5621686001 | 1090            | 2,55       | 35645           |
| Пугач               | Сарненський     | Клесівська селищна громада        | 5625455402 | 667             | 0,626      | 34576           |
| Пугачівка           | Млинівський     | Млинівська селищна громада        | 5623887601 | 1065            | 30,3       | 35134           |
| Пустоіванне         | Дубенський      | Козинська сільська громада        | 5625887301 | 439             | 1,139      | 35532           |
| Пустомити           | Гощанський      | Малятинська сільська рада         | 5621285405 | 429             | 1,565      | 35414           |
| Пухова              | Рівненський     | Олександрійська сільська громада  | 5624680407 | 218             | 0,2        | 35387           |
| П'яннє              | Млинівський     | Острожецька сільська громада      | 5623886801 | 544             | 14,2       | 35186           |
| П'ятигори           | Здолбунівський  | П'ятигірська сільська рада        | 5622685301 | 582             | 11,78      | 35764           |
| Радижеве            | Володимирецький | Хиноцька сільська рада            | 5620889802 | 357             | 28,24      | 34328           |
| Радиславка          | Рівненський     | Олександрійська сільська громада  | 5624687005 | 228             | 0,5        | 35327           |
| Радихівщина         | Дубенський      | Козинська сільська громада        | 5625880807 | 170             | 0,311      | 35578           |
| Радів               | Млинівський     | Млинівська селищна громада        | 5623883802 | 318             | 9,41       | 35151           |
| Радове              | Зарічненський   | Локницька сільська громада        | 5622282303 | 654             | 21,71      | 34072           |
| Радужне             | Рівненський     | Острозька міська громада          | 5624280407 | 117             | 0,178      | 35846           |
| Радухівка           | Рівненський     | Зорянська сільська громада        | 5624687901 | 387             | 0,8        | 35333           |
| Рачин               | Дубенський      | Тараканівська сільська громада    | 5621686501 | 1803            | 35,107     | 35609           |
| Ремель              | Рівненський     | Олександрійська сільська громада  | 5624687006 | 132             | 0,28       | 35384           |
| Ремчиці             | Сарненський     | Сарненська міська громада         | 5625485801 | 980             | 1,415      | 34520           |
| Решуцьк             | Рівненський     | Олександрійська сільська громада  | 5624686502 | 277             | 0,465      | 35367           |
| Рисв'янка           | Рівненський     | Білокриницька сільська громада    | 5624689811 | 306             | 5,05       | 35344           |
| Рідків              | Дубенський      | Крупецька сільська громада        | 5625885601 | 539             | 1,579      | 35565           |
| Рідкодуби           | Дубенський      | Стовпецька сільська рада          | 5621688509 | 162             | 0,002      | 35684           |
| Різки               | Дубровицький    | Великоозерянська сільська рада    | 5621881305 | 17              | 0,75       | 34138           |
| Річечина            | Корецький       | Річецька сільська рада            | 5623086305 | 68              | 0,25       | 34736           |
| Річиця              | Гощанський      | Криничківська сільська рада       | 5621283602 | 566             | 2,683      | 35473           |
| Річиця              | Зарічненський   | Річицька сільська рада            | 5622285701 | 676             | 38,756     | 34043           |
| Річище              | Млинівський     | Млинівська селищна громада        | 5623886602 | 92              | 7,6        | 35174           |
| Річки               | Зарічненський   | Перекальська сільська рада        | 5622285304 | 91              | 7,498      | 34045           |
| Річки               | Корецький       | Річецька сільська рада            | 5623086301 | 510             | 1,397      | 34745           |
| Рогачів             | Рівненський     | Городоцька сільська громада       | 5624681105 | 332             | 0,42       | 35319           |
| Рогізне             | Демидівський    | Демидівська селищна громада       | 5621484503 | 639             | 17,66      | 35222           |
| Розваж              | Рівненський     | Острозька міська громада          | 5624287001 | 1123            | 2,22       | 35866           |
| Рокитне             | Костопільський  | Пісківська сільська громада       | 5623486503 | 816             | 1,8        | 35033           |
| Рокитне             | Сарненський     | Рокитнівська селищна громада      | 5625085601 | 4890            | 95,76      | 34208           |
| Ромейки             | Володимирецький | Ромейківська сільська рада        | 5620888601 | 1087            | 59,768     | 34382           |
| Рубче               | Рівненський     | Городоцька сільська громада       | 5624683307 | 172             | 0,26       | 35399           |
| Руда-Красна         | Рівненський     | Клеванська селищна громада        | 5624684503 | 414             | 0,56       | 35365           |
| Рудка               | Володимирецький | Більськовільська сільська рада    | 5620881204 | 554             | 22,882     | 34337           |
| Рудка               | Демидівський    | Демидівська селищна громада       | 5621485006 | 419             | 13,6       | 35221           |
| Рудливе             | Млинівський     | Бокіймівська сільська громада     | 5623881603 | 123             | 5,71       | 35119           |
| Рудня               | Дубровицький    | Висоцька сільська громада         | 5621884307 | 511             | 0,81       | 34189           |
| Рудня               | Костопільський  | Маломидська сільська рада         | 5623484207 | 362             | 1,81       | 35069           |
| Рудня               | Дубенський      | Козинська сільська громада        | 5625887305 | 194             | 0,443      | 35533           |
| Рудня-Карпилівська  | Сарненський     | Клесівська селищна громада        | 5625482302 | 513             | 0,05       | 34556           |
| Русивель            | Гощанський      | Русивельська сільська рада        | 5621287110 | 763             | 3,297      | 35452           |
| Рясники             | Гощанський      | Бабинська сільська громада        | 5621286301 | 675             | 1,38       | 35430           |
| Савчуки             | Дубенський      | Козинська сільська громада        | 5625883904 | 469             | 0,497      | 35527           |
| Садки               | Костопільський  | Головинська сільська рада         | 5623480805 | 226             | 0,88       | 35060           |
| Садки               | Рівненський     | Острозька міська громада          | 5624287103 | 262             | 1,263      | 35863           |
| Садове              | Гощанський      | Садівська сільська рада           | 5621286701 | 543             | 2,259      | 35411           |
| Самостріли          | Корецький       | Самострілівська сільська рада     | 5623086501 | 504             | 2,032      | 34732           |
| Сапанівчик          | Дубенський      | Смизька селищна громада           | 5621680411 | 169             | 0,544      | 34804           |
| Сапожин             | Корецький       | Самострілівська сільська рада     | 5623086701 | 586             | 3,261      | 34733           |
| Сатиїв              | Дубенський      | Сатиївська сільська рада          | 5621687001 | 771             | 0,324      | 35610           |
| Сварині             | Володимирецький | Городецька сільська рада          | 5620883003 | 781             | 16,55      | 34384           |
| Сварицевичі         | Дубровицький    | Сварицевицька сільська рада       | 5621886901 | 1992            | 2,17       | 34120           |
| Свищів              | Дубенський      | Ярославицька сільська громада     | 5623885511 | 202             | 5,12       | 35155           |
| Світанок            | Корецький       | Світанівська сільська рада        | 5623086901 | 826             | 3,129      | 34730           |
| Святе               | Здолбунівський  | Будеразька сільська рада          | 5622680805 | 56              | 4,1        | 35717           |
| Свяття              | Рівненський     | Олександрійська сільська громада  | 5624680409 | 107             | 0,19       | 35388           |
| Селець              | Дубровицький    | Селецька сільська рада            | 5621887301 | 1971            | 1,41       | 34141           |
| Селище              | Сарненський     | Вирівська сільська громада        | 5625486801 | 1500            | 1,503      | 34552           |
| Семидуби            | Дубенський      | Семидубська сільська рада         | 5621687401 | 802             | 1,02       | 35650           |
| Сенчиці             | Зарічненський   | Сенчицька сільська рада           | 5622286201 | 163             | 18,7       | 34011           |
| Сергіївка           | Гощанський      | Бугринська сільська громада       | 5621285904 | 205             | 0,556      | 35428           |
| Сергіївка           | Рівненський     | Олександрійська сільська громада  | 5624686503 | 94              | 0,192      | 35368           |
| Середнє             | Дубенський      | Козинська сільська громада        | 5625880809 | 111             | 0,152      | 35528           |
| Серники             | Зарічненський   | Серницька сільська рада           | 5622286601 | 2716            | 69,17      | 34052           |
| Сестрятин           | Дубенський      | Радивилівська міська громада      | 5625887801 | 686             | 1,103      | 35540           |
| Симонів             | Гощанський      | Симонівська сільська рада         | 5621287501 | 1776            | 3,803      | 35408           |
| Синів               | Гощанський      | Синівська сільська рада           | 5621287801 | 1560            | 22,72      | 35426           |
| Ситне               | Дубенський      | Крупецька сільська громада        | 5625888201 | 540             | 1,507      | 35543           |
| Сівки               | Березнівський   | Балашівська сільська рада         | 5620480404 | 148             | 0,22       | 34625           |
| Сіянці              | Рівненський     | Острозька міська громада          | 5624287101 | 588             | 2,35       | 35812           |
| Слобідка            | Рівненський     | Острозька міська громада          | 5624284203 | 454             | 0,929      | 35858           |
| Смиків              | Демидівський    | Боремельська сільська громада     | 5621480718 | 22              | 1,724      | 35216           |
| Смордва             | Млинівський     | Бокіймівська сільська громада     | 5623888501 | 1175            | 39,63      | 35160           |
| Сморжів             | Рівненський     | Зорянська сільська громада        | 5624684910 | 292             | 0,4        | 35366           |
| Смородськ           | Дубровицький    | Миляцька сільська громада         | 5621889202 | 591             | 0,8        | 34114           |
| Сновидовичі         | Сарненський     | Рокитнівська селищна громада      | 5625086201 | 1005            | 38,64      | 34250           |
| Собіщиці            | Володимирецький | Собіщицька сільська рада          | 5620888901 | 835             | 71,662     | 34353           |
| Совпа               | Березнівський   | Хмелівська сільська рада          | 5620488902 | 298             | 0,67       | 34657           |
| Соломир             | Зарічненський   | Серницька сільська рада           | 5622286604 | 268             | 14,685     | 34025           |
| Соломіївка          | Дубровицький    | Соломіївська сільська рада        | 5621887701 | 569             | 0,7        | 34161           |
| Соломка             | Костопільський  | Деражненська сільська громада     | 5623482003 | 114             | 0,63       | 35059           |
| Солонів             | Радивилівський  | Демидівська селищна громада       | 5625886503 | 231             | 0,779      | 35549           |
| Сопачів             | Володимирецький | Сопачівська сільська рада         | 5620889101 | 1005            | 52,16      | 34352           |
| Соснівка            | Дубенський      | Соснівська сільська рада          | 5621688201 | 453             | 1,324      | 35660           |
| Софіївка Друга      | Дубенський      | Вербська сільська рада            | 5621681207 | 64              | 0,017      | 34808           |
| Софіївка Перша      | Дубенський      | Вербська сільська рада            | 5621681206 | 292             | 0,037      | 34809           |
| Сошники             | Володимирецький | Полицька сільська рада            | 5620888004 | 510             | 11,123     | 34385           |
| Спасів              | Здолбунівський  | Спасівська сільська рада          | 5622685601 | 854             | 13,8       | 35713           |
| Срібне              | Дубенський      | Крупецька сільська громада        | 5625884806 | 796             | 1,054      | 35542           |
| Ставище             | Млинівський     | Острожецька сільська громада      | 5623889207 | 134             | 5,24       | 35189           |
| Ставки              | Рівненський     | Городоцька сільська громада       | 5624687402 | 500             | 0,84       | 35385           |
| Ставок              | Костопільський  | Звіздівська сільська рада         | 5623482603 | 975             | 2,1        | 35052           |
| Ставрів             | Млинівський     | Підлозцівська сільська громада    | 5623886704 | 490             | 10,03      | 35172           |
| Стадники            | Рівненський     | Острозька міська громада          | 5624286404 | 789             | 0,964      | 35867           |
| Станіслави          | Дубенський      | Козинська сільська громада        | 5625882103 | 212             | 7,854      | 35579           |
| Стара Миколаївка    | Дубенський      | Смизька селищна громада           | 5621689511 | 1024            | 1,042      | 35655           |
| Стара Мощаниця      | Здолбунівський  | Старомощаницька сільська рада     | 5622685801 | 409             | 14,27      | 35742           |
| Стара Носовиця      | Дубенський      | Птицька сільська рада             | 5621686013 | 385             | 0,104      | 35695           |
| Стара Рафалівка     | Володимирецький | Старорафалівська сільська рада    | 5620889301 | 435             | 18,707     | 34354           |
| Старе Село          | Сарненський     | Старосільська сільська громада    | 5625086801 | 2880            | 89,325     | 34210           |
| Старий Корець       | Корецький       | Жадківська сільська рада          | 5623082202 | 730             | 1,968      | 34708           |
| Старики             | Дубенський      | Радивилівська міська громада      | 5625880404 | 198             | 0,51       | 35576           |
| Старики             | Сарненський     | Рокитнівська селищна громада      | 5625085604 | 82              | 12,6       | 34225           |
| Старожуків          | Рівненський     | Зорянська сільська громада        | 5624684911 | 391             | 0,85       | 35317           |
| Стеблівка           | Здолбунівський  | Спасівська сільська рада          | 5622685602 | 610             | 12,6       | 35765           |
| Степангород         | Володимирецький | Степангородська сільська рада     | 5620889501 | 2234            | 77,99      | 34314           |
| Степанівка          | Здолбунівський  | Копитківська сільська рада        | 5622682804 | 211             | 8,122      | 35729           |
| Стовпець            | Дубенський      | Стовпецька сільська рада          | 5621688501 | 894             | 0,5        | 35672           |
| Стовпин             | Корецький       | Стовпинська сільська рада         | 5623087401 | 634             | 2,767      | 34731           |
| Стоморги            | Млинівський     | Млинівська селищна громада        | 5623884906 | 29              | 1,79       | 35138           |
| Сторожів            | Корецький       | Сторожівська сільська рада        | 5623087501 | 698             | 2,235      | 34714           |
| Стоянівка           | Дубенський      | Радивилівська міська громада      | 5625886913 | 135             | 0,36       | 35548           |
| Страшеве            | Сарненський     | Клесівська селищна громада        | 5625482303 | 33              | 0,19       | 34557           |
| Стрільськ           | Сарненський     | Сарненська міська громада         | 5625487201 | 2406            | 3,19       | 34512           |
| Студянка            | Дубенський      | Смизька селищна громада           | 5621689513 | 1047            | 2,099      | 35681           |
| Ступно              | Здолбунівський  | Ступнівська сільська рада         | 5622685701 | 930             | 24,857     | 35731           |
| Судобичі            | Дубенський      | Плосківська сільська рада         | 5621685211 | 346             | 0,54       | 35691           |
| Суйми               | Здолбунівський  | Півченська сільська рада          | 5622685103 | 470             | 7,9        | 35766           |
| Суськ               | Костопільський  | Деражненська сільська громада     | 5623482004 | 353             | 1,51       | 35067           |
| Сухівці             | Рівненський     | Зорянська сільська громада        | 5624687904 | 551             | 1,37       | 35335           |
| Суховоля            | Володимирецький | Лозківська сільська рада          | 5620886203 | 365             | 9,043      | 34318           |
| Табачуки            | Дубенський      | Крупецька сільська громада        | 5625888205 | 27              | 0,151      | 35566           |
| Тайкури             | Рівненський     | Корнинська сільська громада       | 5624688901 | 619             | 1,84       | 35351           |
| Тараканів           | Дубенський      | Тараканівська сільська громада    | 5621689101 | 1634            | 3,378      | 35641           |
| Теремне             | Рівненський     | Острозька міська громада          | 5624286003 | 370             | 1,128      | 35814           |
| Терентіїв           | Гощанський      | Синівська сільська рада           | 5621287802 | 425             | 1,296      | 35474           |
| Терешів             | Млинівський     | Млинівська селищна громада        | 5623884003 | 234             | 11,17      | 35177           |
| Тесів               | Рівненський     | Острозька міська громада          | 5624287601 | 421             | 2,218      | 35810           |
| Теслугів            | Дубенський      | Крупецька сільська громада        | 5625888501 | 1051            | 1,936      | 35512           |
| Тинне               | Сарненський     | Немовицька сільська громада       | 5625488001 | 4282            | 5,553      | 34544           |
| Тихе                | Костопільський  | Малолюбашанська сільська громада  | 5623485404 | 233             | 0,94       | 35028           |
| Тиховиж             | Зарічненський   | Перекальська сільська рада        | 5622285307 | 352             | 25,6       | 34046           |
| Тишиця              | Березнівський   | Тишицька сільська рада            | 5620488601 | 1654            | 1,58       | 34620           |
| Товпижин            | Демидівський    | Демидівська селищна громада       | 5621481006 | 319             | 16,138     | 35239           |
| Томахів             | Гощанський      | Горбаківська сільська рада        | 5621282006 | 501             |            | 35435           |
| Томашгород          | Сарненський     | Рокитнівська селищна громада      | 5625087401 | 1586            | 90,32      | 34244           |
| Топілля             | Млинівський     | Підлозцівська сільська громада    | 5623886705 | 417             | 5,27       | 35173           |
| Топча               | Корецький       | Великоклецьківська сільська рада  | 5623080803 | 209             | 1,244      | 34712           |
| Торговиця           | Дубенський      | Підлозцівська сільська громада    | 5623889001 | 383             | 9,86       | 35133           |
| Точевики            | Рівненський     | Острозька міська громада          | 5624280409 | 403             | 1,134      | 35847           |
| Травневе            | Дубенський      | Мирогощанська сільська громада    | 5621682609 | 151             | 0,291      | 35647           |
| Травневе            | Млинівський     | Млинівська селищна громада        | 5623882304 | 6               | 5,39       | 35127           |
| Три Копці           | Рівненський     | Олександрійська сільська громада  | 5624680411 | 113             | 0,253      | 35383           |
| Трипутня            | Дубровицький    | Трипутнянська сільська рада       | 5621888201 | 572             | 1,07       | 34150           |
| Тріскині            | Сарненський     | Сарненська міська громада         | 5625485804 | 1509            | 1,492      | 34521           |
| Тростянець          | Дубенський      | Семидубська сільська рада         | 5621687411 | 333             | 0,75       | 35675           |
| Тростянець          | Костопільський  | Золотолинська сільська рада       | 5623483403 | 261             | 1,25       | 35018           |
| Трубиці             | Костопільський  | Підлужненська сільська рада       | 5623486909 | 385             | 1,23       | 35057           |
| Труди               | Сарненський     | Степанська селищна громада        | 5625455706 | 178             | 0,422      | 34536           |
| Тумень              | Дубровицький    | Туменська сільська рада           | 5621888701 | 457             | 1,01       | 34110           |
| Турковичі           | Дубенський      | Птицька сільська рада             | 5621686015 | 389             | 0,108      | 35656           |
| Тур'я               | Дубенський      | Смизька селищна громада           | 5621680413 | 334             | 0,74       | 34805           |
| Тутовичі            | Сарненський     | Сарненська міська громада         | 5625487601 | 1273            | 0,837      | 34522           |
| Тучин               | Гощанський      | Тучинська сільська рада           | 5621288401 | 2540            | 6,616      | 35415           |
| Тушебин             | Млинівський     | Млинівська селищна громада        | 5623886603 | 244             | 6,58       | 35175           |
| Убереж              | Сарненський     | Сарненська міська громада         | 5625483405 | 60              | 0,219      | 34514           |
| Угільці             | Гощанський      | Бугринська сільська громада       | 5621281207 | 339             |            | 35448           |
| Углище              | Рівненський     | Клеванська селищна громада        | 5624684504 | 335             | 0,038      | 35353           |
| Угли                | Сарненський     | Сарненська міська громада         | 5625483407 | 241             | 0,389      | 34564           |
| Удрицьк             | Дубровицький    | Миляцька сільська громада         | 5621889201 | 862             | 0,78       | 34113           |
| Ужинець             | Дубенський      | Млинівська селищна громада        | 5623887104 | 498             | 7,94       | 35187           |
| Узлісся             | Дубровицький    | Бережківська сільська рада        | 5621880403 | 298             | 0,79       | 34147           |
| Уїздці              | Здолбунівський  | Уїздецька сільська рада           | 5622687001 | 874             | 14         | 35711           |
| Уїздці              | Млинівський     | Острожецька сільська громада      | 5623889201 | 583             | 9,07       | 35115           |
| Українка            | Рівненський     | Острозька міська громада          | 5624288001 | 738             | 2,031      | 35824           |
| Улянівка            | Млинівський     | Млинівська селищна громада        | 5623881307 | 68              | 4,813      | 35145           |
| Урвенна             | Здолбунівський  | Урвенська сільська рада           | 5622687601 | 478             | 6,978      | 35715           |
| Уріччя              | Володимирецький | Мульчицька сільська рада          | 5620886904 | 212             | 7,61       | 34323           |
| Устя                | Корецький       | Устянська сільська рада           | 5623087901 | 797             | 4,033      | 34710           |
| Федорівка           | Гощанський      | Федорівська сільська рада         | 5621288901 | 641             | 3,152      | 35450           |
| Федорівка           | Сарненський     | Вирівська сільська громада        | 5625480903 | 678             | 0,833      | 34577           |
| Франівка            | Гощанський      | Симонівська сільська рада         | 5621287503 | 586             | 2,071      | 35439           |
| Франкопіль          | Корецький       | Устянська сільська рада           | 5623087903 | 183             | 0,781      | 34738           |
| Харалуг             | Корецький       | Харалузька сільська рада          | 5623088401 | 424             | 1,515      | 34723           |
| Хилін               | Дубровицький    | Висоцька сільська громада         | 5621882005 | 14              | 0,06       | 34127           |
| Хиночі              | Володимирецький | Хиноцька сільська рада            | 5620889801 | 991             | 67,815     | 34313           |
| Хмелівка            | Березнівський   | Хмелівська сільська рада          | 5620488901 | 309             | 1,01       | 34656           |
| Хміль               | Сарненський     | Березівська сільська громада      | 5625082605 | 1150            | 45,786     | 34276           |
| Ходоси              | Рівненський     | Шпанівська сільська громада       | 5624689505 | 351             | 0,3        | 35392           |
| Хорів               | Рівненський     | Острозька міська громада          | 5624288801 | 1358            | 3,523      | 35840           |
| Хорупань            | Млинівський     | Бокіймівська сільська громада     | 5623889401 | 801             | 20,776     | 35161           |
| Хотин               | Березнівський   | Прислуцька сільська рада          | 5620488303 | 1482            | 1,46       | 34667           |
| Хотин               | Дубенський      | Крупецька сільська громада        | 5625889001 | 846             | 2,947      | 35524           |
| Хотин               | Рівненський     | Шпанівська сільська громада       | 5624689506 | 658             | 0,49       | 35303           |
| Хочин               | Дубровицький    | Миляцька сільська громада         | 5621889203 | 102             | 0,16       | 34128           |
| Храпин              | Зарічненський   | Локницька сільська громада        | 5622282702 | 415             | 21,575     | 34031           |
| Хрінів              | Рівненський     | Острозька міська громада          | 5624287602 | 181             | 1,063      | 35837           |
| Хрінники            | Демидівський    | Демидівська селищна громада       | 5621485512 | 788             | 19,692     | 35220           |
| Цепцевичі           | Сарненський     | Сарненська міська громада         | 5625487604 | 2462            | 1,85       | 34578           |
| Цурків              | Здолбунівський  | Спасівська сільська рада          | 5622685603 | 426             | 11,782     | 35738           |
| Чабель              | Сарненський     | Вирівська сільська громада        | 5625486802 | 1090            | 1,203      | 34579           |
| Чаква               | Володимирецький | Антонівська сільська рада         | 5620880302 | 533             | 9,439      | 34386           |
| Чекно               | Дубенський      | Ярославицька сільська громада     | 5623889807 |                 | 7,21       | 35195           |
| Чемерне             | Сарненський     | Сарненська міська громада         | 5625487605 | 866             | 0,718      | 34524           |
| Черешнівка          | Дубенський      | Привільненська сільська громада   | 5621685607 | 179             | 0,043      | 35658           |
| Чернин              | Зарічненський   | Зарічненська селищна рада         | 5622255103 | 223             | 2,76       | 34049           |
| Черниця             | Корецький       | Бриківська сільська рада          | 5623080403 | 650             | 1,534      | 34754           |
| Черняхів            | Рівненський     | Острозька міська громада          | 5624285102 | 403             | 0,887      | 35829           |
| Чудви               | Костопільський  | Звіздівська сільська рада         | 5623482604 | 220             | 0,52       | 35049           |
| Чудель              | Сарненський     | Вирівська сільська громада        | 5625488801 | 2811            | 2,598      | 34542           |
| Чудля               | Володимирецький | Любахівська сільська рада         | 5620886602 | 334             | 11,99      | 34387           |
| Чудниця             | Гощанський      | Красносільська сільська рада      | 5621283203 | 602             | 1,363      | 35425           |
| Чучеве              | Володимирецький | Великожолудська сільська рада     | 5620881504 | 284             | 8,19       | 34339           |
| Шахи                | Дубровицький    | Великоозерянська сільська рада    | 5621881307 | 110             | 0,32       | 34139           |
| Шепетин             | Дубенський      | Смизька селищна громада           | 5621689501 | 609             | 1,27       | 35682           |
| Шибин               | Демидівський    | Боремельська сільська громада     | 5621480721 | 53              | 3,458      | 35217           |
| Шкарів              | Гощанський      | Горбаківська сільська рада        | 5621282007 | 381             | 0,5        | 35475           |
| Шлях                | Рівненський     | Острозька міська громада          | 5624281605 | 86              | 0,413      | 35813           |
| Шостаків            | Рівненський     | Дядьковицька сільська громада     | 5624682709 | 126             | 0,25       | 35370           |
| Шпанів              | Рівненський     | Шпанівська сільська громада       | 5624689501 | 2484            | 1,4        | 35301           |
| Шубків              | Рівненський     | Білокриницька сільська громада    | 5624689801 | 1765            | 1,34       | 35325           |
| Щекичин             | Корецький       | Харалузька сільська рада          | 5623088801 | 842             | 2,189      | 34720           |
| Щоків               | Володимирецький | Сопачівська сільська рада         | 5620889103 | 256             | 8,336      | 34327           |
| Ючин                | Гощанський      | Криничківська сільська рада       | 5621283603 | 53              | 0,128      | 35445           |
| Яблунівка           | Дубенський      | Повчанська сільська громада       | 5623886909 | 297             | 18,4       | 35141           |
| Яблунне             | Березнівський   | Великопільська сільська рада      | 5620482204 | 462             | 0,88       | 34668           |
| Яблунька            | Сарненський     | Степанська селищна громада        | 5625483904 | 317             | 0,97       | 34562           |
| Ялинівка            | Березнівський   | Грушівська сільська рада          | 5620484005 | 44              | 0,12       | 34614           |
| Яловичі             | Дубенський      | Ярославицька сільська громада     | 5623889806 | 202             | 10,37      | 35196           |
| Яполоть             | Костопільський  | Яполотська сільська рада          | 5623487801 | 823             | 2,93       | 35021           |
| Яринівка            | Березнівський   | Яринівська сільська рада          | 5620489501 | 857             | 1,87       | 34613           |
| Яринівка            | Сарненський     | Сарненська міська громада         | 5625485805 | 877             | 1,296      | 34580           |
| Ярославичі          | Дубенський      | Ярославицька сільська громада     | 5623889801 | 978             | 18,24      | 35112           |
| Ясинець             | Дубровицький    | Селецька сільська рада            | 5621887302 | 508             | 0,69       | 34142           |
| Ясининичі           | Рівненський     | Дядьковицька сільська громада     | 5624682711 | 687             | 0,82       | 35338           |
| Ясинівка            | Дубенський      | Соснівська сільська рада          | 5621688209 | 28              | 0,211      | 35676           |
| Ясне                | Гощанський      | Бугринська сільська громада       | 5621285905 | 133             | 0,38       | 35429           |
| Яснобір             | Костопільський  | Пісківська сільська громада       | 5623486504 | 135             | 0,31       | 35029           |
| Ясногірка           | Сарненський     | Вирівська сільська громада        | 5625486803 | 1521            | 1,16       | 34553           |
| Яцьковичі           | Березнівський   | Яцьковицька сільська рада         | 5620489801 | 1211            | 1,39       | 34641           |

• Окремого поштового індексу не надано.